# Austro-russische Invasion der Schweiz
Ostrach – Feldkirch – Stockach I – Verona – Magnano – Cassano d’Adda – Bassignana – Paradies – Frauenfeld – Winterthur – Zürich I – Trebbia – Mantua – Novi – Döttingen – Vlieter – Bergen – Gotthard – Dietikon – Zürich II – Schänis – Muotatal – Näfels – Egmont – Castricum – Genola – Wiesloch – Genua – Rheinklingen – Büsingen – Engen – Stockach II –  Meßkirch – Biberach II – Montebello – Marengo – Höchstädt – Oberhausen – Brión – Hohenlinden – Walserfeld – Pozzolo – Kopenhagen – Algeciras I – Algeciras II
Die austro-russische Invasion der Schweiz war Teil des Zweiten Koalitionskriegs, der während Bonapartes Ägypten-Expedition stattfand. Mit ihm wollte ein Bündnis monarchisch regierter Staaten in Frankreich und in dessen Tochterrepubliken das Ancien Régime wiederherstellen. Die Kämpfe des Jahres 1799 in der Helvetischen Republik, an denen sich auf beiden Seiten auch Schweizer beteiligten, waren die blutigsten der Schweizer Geschichte.

## Einleitung
Die von Grossbritannien finanzierte militärische Intervention der Monarchie des Hauses Österreich (im Namen des Heiligen Römischen Reichs) und des russischen Kaiserreichs wurde durch die Helvetische Revolution im Jahr 1798 veranlasst, die von der Besetzung der Schweiz durch Truppen der Französischen Republik («Franzoseneinfall») begleitet war.
Als der russische Feldmarschall Suworow 1799 den Oberbefehl in Norditalien übernahm, schwebte ihm vor, der k. k. Feldzeugmeister Erzherzog Karl werde die benachbarte Schweiz «säubern» und dort Hilfstruppen ausheben, um dann durch die Freigrafschaft Burgund nach Paris zu marschieren, während die ihm selbst unterstellten austro-russischen Truppen durch die Dauphiné dorthin vorstossen würden und die Engländer mit einem weiteren russischen Hilfskorps von der Normandie aus zu den royalistischen Aufständischen in der Vendée.
Im Oktober 1798 hatten Anhänger des Ancien Régime in den Drei Bünden, deren Untertanengebiete Chiavenna, Veltlin und Bormio sich im Vorjahr der Cisalpinischen Republik angeschlossen hatten, österreichische Truppen ins Land gerufen. Damit wollten sie verhindern, dass der Rest des bisher unabhängigen Freistaats als Kanton Rätien Teil der Helvetischen Republik wurde. Darauf intervenierten die Franzosen im März 1799 zu Gunsten der helvetisch gesinnten Bündner. Dies, obwohl sie Ende 1798 im Elsass und in der Schweiz nur über 67'000 Mann verfügt hatten, die Österreicher in Schwaben, Vorarlberg, Graubünden und Tirol über 155'000 Mann.
Das Kommando über die nachfolgende austro-russische Invasion der Helvetischen Republik ging im Sommer 1799 von Erzherzog Karl an den russischen Generalleutnant Korsakow bzw. dessen Vorgesetzten Suworow über, im März 1800 an den k. k. Feldzeugmeister Kray. Auf der Gegenseite stand die Armée d’Helvétie, ab April 1799 Armée du Danube, unter Général en chef Massena, in der auch andere spätere französische Marschälle dienten, ab Dezember 1799 die Armée du Rhin unter Général en chef Moreau.

## Vorbereitender Aufstand

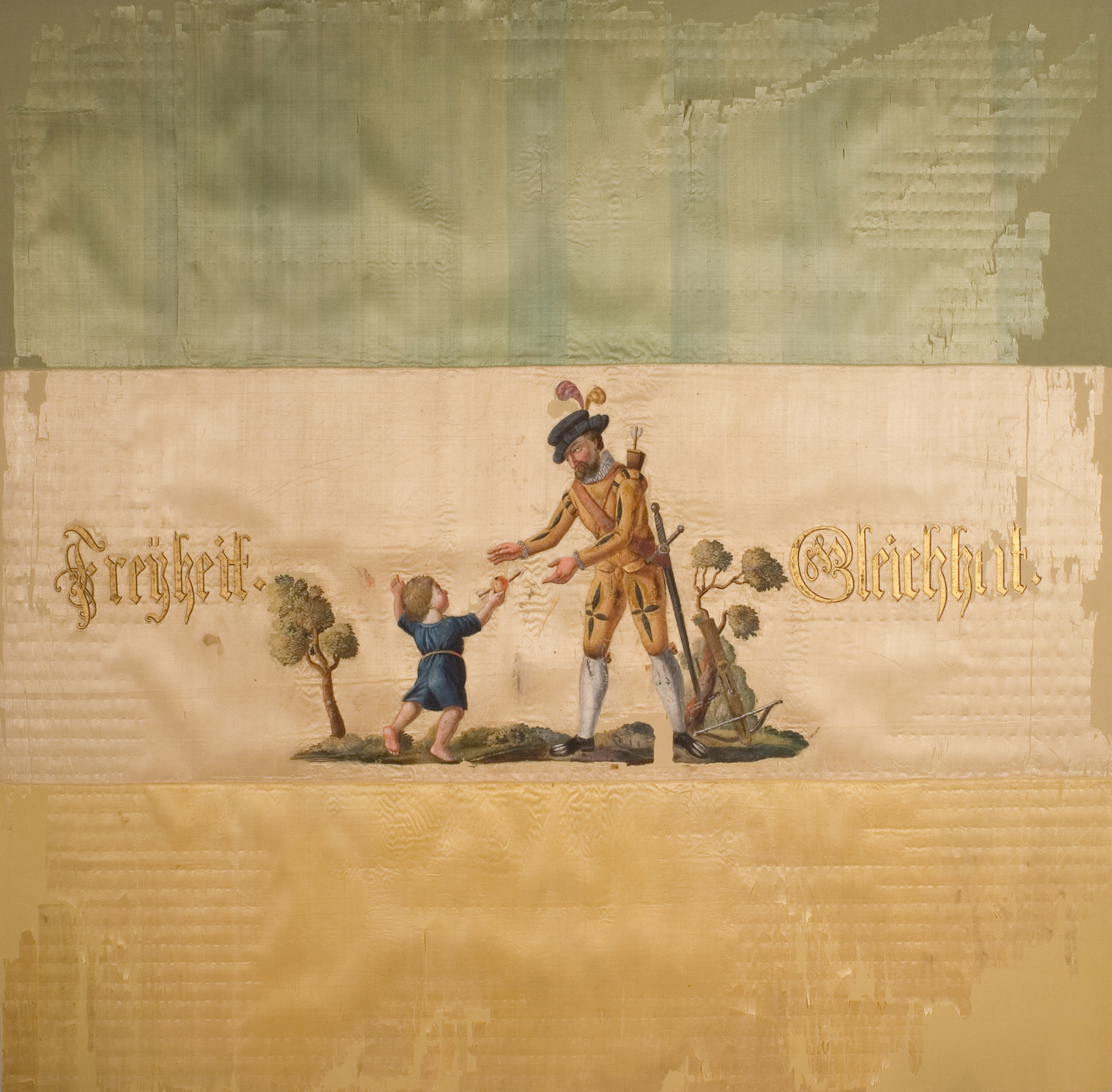
Trikolore der Helvetischen Republik, Geschenk Zschokkes an den Distrikt Stans (1799)

Zur Vorbereitung des «Befreiungskriegs» wurde ein Aufstand gegen die  helvetischen Behörden organisiert, der sich unter anderem gegen die Einführung der Wehrpflicht und der Toleranz in Religionssachen richtete. Durch die Siege der Österreicher bei Ostrach und Stockach erschreckt und für ihr eigenes Schicksal besorgt, nahm die Regierung beim Kampf gegen die Aufständischen zu fragwürdigen Mitteln wie Requisitionen, Auferlegung von Kontributionen, Sonderjustiz, Geiselnahmen und Sippenhaft Zuflucht. Während der Dichter Salis-Seewis als Generalinspektor des Kantons Zürich die Aufrührer in der ehemaligen Fürstabtei St. Gallen gewaltlos zum Niederlegen der Waffen bewegen konnte, kam es andernorts zum Einsatz von Regierungstruppen, so im luzernischen Ruswil und im Kanton Oberland. Letzterer bot laut Jörin «ein getreues Abbild des aufständischen Helvetiens überhaupt»: Kein Tal, keine Gemeinde, wo sich nicht Patrioten (Revolutionäre) und Altgesinnte gegenübergestanden hätten.
Zentrum der Konterrevolution war der Kanton Waldstätten. Dort wurden Angehörige der wenig zahlreichen französischen Besatzungstruppen ermordet und die helvetisch gesinnten eigenen Hauptorte bedroht. In Schwyz sprach man vom «Hirthemlikrieg». Zu den Anführern gehörten der Kapuziner Styger und in Nidwalden «Zundel-Nazi [Ignaz]» Hunziker. Das Ausmass des Parteihasses illustriert der Brand von Altdorf am 5. April, bei dem Franzosen löschen halfen, Bauern aus der Umgebung hingegen rauchend zusahen. Verständige Männer wie der Anführer des gescheiterten Aufstands von 1798, Reding, sein als Regierungskommissär in die Waldstätten entsandter Freund Zschokke, Innenminister Rengger und der französische General Molitor trugen zur Beruhigung der Gemüter bei. So vermochten helvetische und französische Truppen den Aufstand noch vor der austro-russischen Invasion unter Kontrolle zu bringen. Dies mit Ausnahme des Tessins (wo es wie in Graubünden auch Befürworter eines Anschlusses an die Cisalpinische Republik gegeben hatte) und des Oberwallis: In den Kantonen Bellinzona und Lugano kamen Österreicher, über den Simplonpass Österreicher und Russen den Aufständischen zu Hilfe.

## Erzherzog Karl

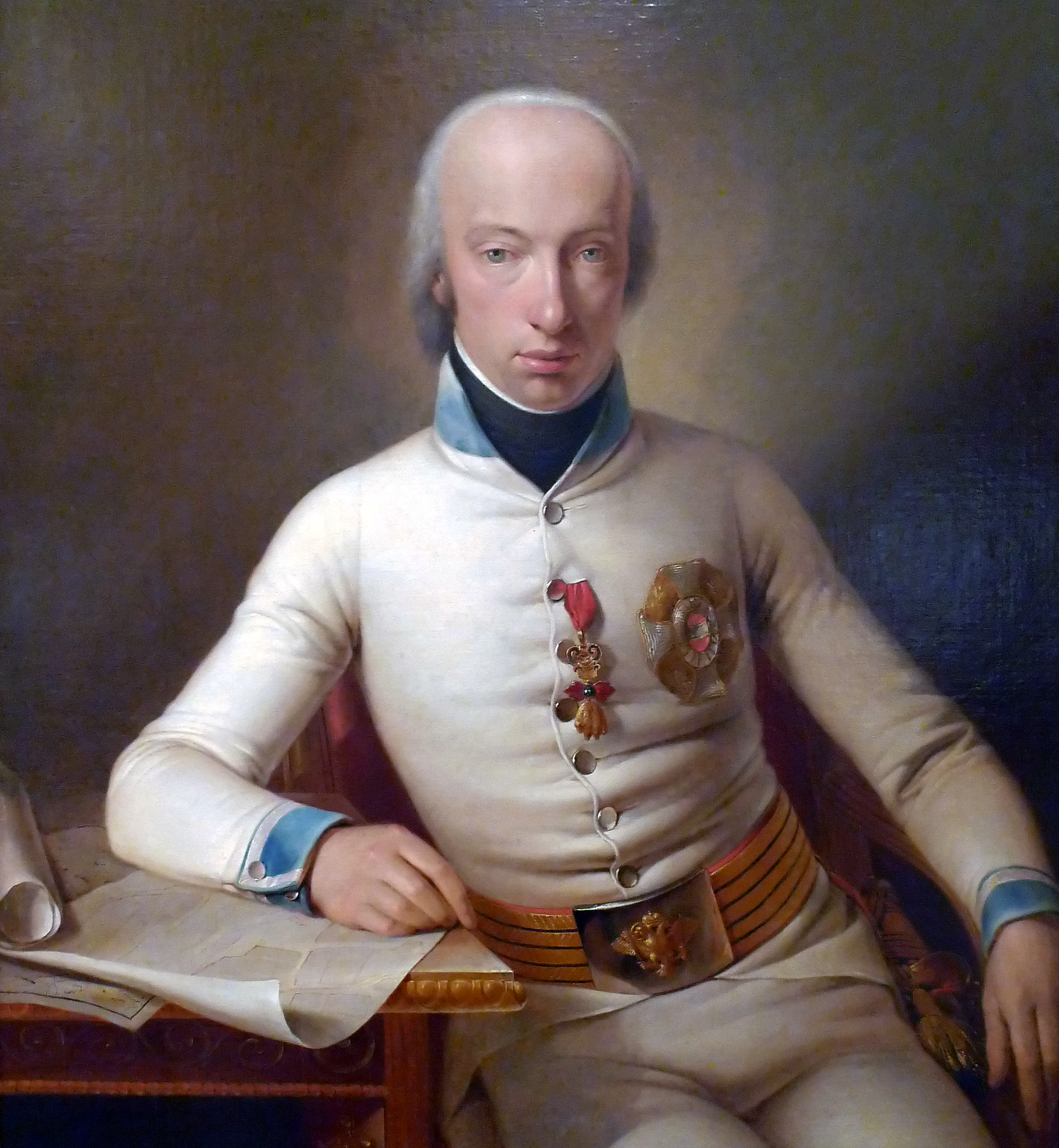
Erzherzog Karl (1800)

Bevor Erzherzog Karl von Schwaben her gegen die Helvetische Republik vorging, verkündete er, sein Bruder Kaiser Franz II. verfolge kein anderes Ziel, «als freundnachbarlich beyzutragen, damit die Schweyz bey ihrer Unabhängigkeit, Integrität, Freiheiten, Gerechtsamen und Besitzungen ohne allen Abbruch erhalten werde». Damit trat er Gerüchten entgegen, Österreich erhebe nach der Einverleibung der Republik Venedig (→ Frieden von Campo Formio, 17. Oktober 1797) auch Anspruch auf die Stammlande der 1740 im Mannesstamm ausgestorbenen Habsburger.
Zuerst besetzten die Kaiserlichen am 13. April Schaffhausen. Die fünf Divisionen, über die Massena am 20. April verfügte, hatten ihre Hauptquartiere in Ftan (Lecourbe), Chur (Ménard), Altstätten (Lorge), Frauenfeld (Oudinot) und in der helvetischen Hauptstadt Luzern (Nouvion). Ende April zog Suworow in Mailand ein. Nachdem die österreichischen Generäle Bellegarde, Hotze und Nauendorf Ramosch,  Maienfeld bzw. Stein am Rhein angegriffen hatten, überschritt der Erzherzog am 22./23. Mai bei Paradies den Rhein. Zahlenmässig unterlegen, zog Massena sich darauf trotz seines Sieges über Hotze bei Frauenfeld von der Rhein- auf die leichter zu verteidigende Limmatlinie zurück (→ Erste Schlacht bei Zürich, 4. Juni). Die Zentralbehörden der Helvetischen Republik flüchteten von Luzern nach Bern.
Am 20. Juni  kapitulierte auch Turin vor Suworow. In der Schweiz aber herrschte nun faktisch Waffenstillstand, bis vom 13. bis 16. August die Franzosen das Oberwallis und die Waldstätten zurückeroberten. Erzherzog Karl hingegen scheiterte mit dem Versuch, durch einen gemeinsamen Aareübergang von Österreichern und Russen Massena in den Rücken zu fallen (→ Gefecht bei Döttingen, 17. August). Clausewitz bezeichnete die schlechte Ausführung des Brückenschlags, der die Franzosen zur Aufgabe der Schweiz hätte zwingen können, als «ungeheuren Fehler».

## Korsakow, Suworow
Auf französischer Seite verstärkte Kriegsminister Bernadotte (Begründer der heutigen Königsdynastie von Schweden) die Armée du Danube. Im August wurde der Grossteil der Österreicher auf Schweizer Boden durch das zahlenmässig schwächere russische Armeekorps Korsakow ersetzt. In Italien verfügte Suworow mit den Korps der Deutsch-Balten Derfelden und Rosenberg am 1. September über ca. 25'000 Kombattanten. Am 15. überschritt er bei Ponte Tresa die Grenze. Am 25. verfügten Koalierte und Franzosen gemäss Clausewitz in der Schweiz über je ca. 80'00 Mann. Zusammengenommen entspricht dies dem 16-Fachen der damaligen Bevölkerung der Stadt Zürich oder einem Neuntel derjenigen der Helvetischen Republik (1,4 Millionen Menschen). Von diesen Soldaten waren 26'000–27'000 Austro-Russen und 20'000 Franzosen zu weit entfernt, um in die Kämpfe an Limmat und Linth eingreifen zu können. Bei rechtzeitigem Eintreffen Suworows, von französischen Emigranten und Pfälzern aber wären die Koalierten dort mit 80'000 Mann den Franzosen überlegen gewesen.

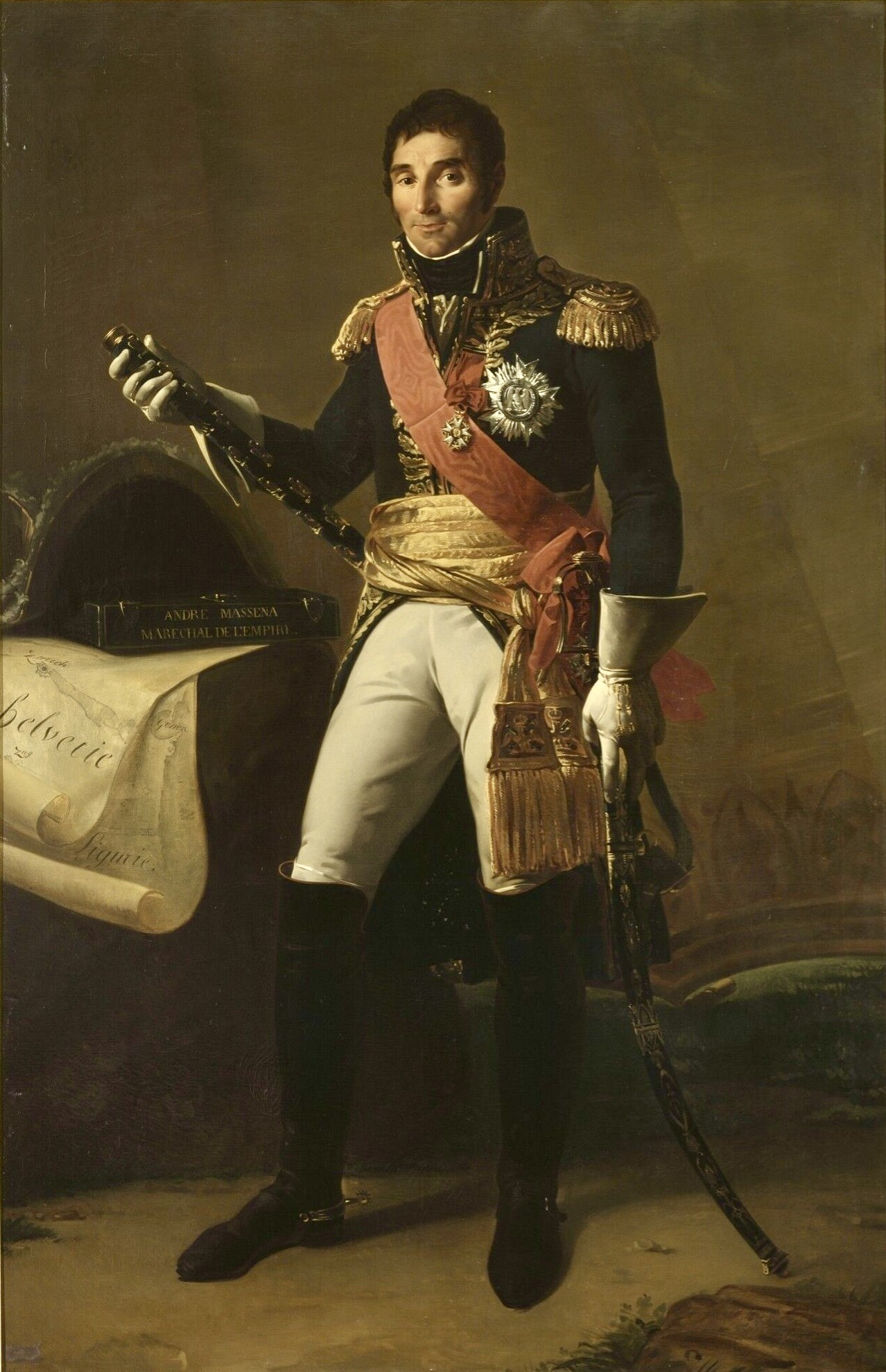
Massena als Marschall (1814)

Die Wiedereroberung Zürichs (→ Zweite Schlacht bei Zürich, 25./26. September) wurde in Frankreich wie ein zweites Valmy gefeiert. Jedoch kritisierte Jomini, dass Massena Korsakow habe entkommen lassen, indem er nicht die Gesamtheit seiner Truppen bei Dietikon über die Limmat gesetzt habe. Laut dem britischen Oberstleutnant William Stewart, der die Kämpfe miterlebte, erlitten die Russen Verluste «ausserhalb jeder Proportion, die ich mir hätte vorstellen können, wäre ich nicht selbst davon Zeuge gewesen», denn sie seien zwar «mutige Soldaten, unbekümmert um ihr Leben, bereit zu irgendetwas geführt zu werden, aber völlig unkundig im Gebrauch ihrer Muskete als Feuerwaffe».
Nach den Niederlagen von Korsakow und Suworow (→ Schlacht bei Näfels, 1. Oktober) zogen sich diese Richtung Russland zurück, während Kaiser Paul I. am 22. Oktober das Bündnis mit Österreich aufkündigte. In Paris ergriff der aus Ägypten heimkehrende Bonaparte die Macht und erklärte die Revolution für beendet (Staatsstreich vom 9. November), worauf auch in der Helvetischen Republik die Regierung der Patrioten gestürzt wurde (Staatsstreich vom 8. Januar 1800).
Die Österreicher kontrollierten nun in der Schweiz nur noch Schaffhausen und Graubünden. Schliesslich ermöglichte Lecourbes Rheinübergang bei Rheinklingen am 1. Mai 1800 den Siegeszug Moreaus Richtung Wien (von den Schlachten bei Engen und Stockach am 3. Mai bis zur Schlacht bei Hohenlinden am 3. Dezember). Zusammen mit Bonapartes Italienfeldzug (Schlacht bei Marengo am 14. Juni) zwang dieser Franz II., am 9. Februar 1801 den Frieden von Lunéville abzuschliessen und Frankreichs Tochterrepubliken zu anerkennen.

## Bedeutendste Kampfhandlungen
Einschliesslich derjenigen in Grenznähe. Angaben nach Bodart. Treffen sind ungeplante Kampfhandlungen.
März 1799
- 6. März: Gefecht bei Maienfeld (= Luziensteig). Sieg von 12'000 Franzosen unter Massena über 2200 Österreicher unter Auffenberg. Verluste: 300 Franzosen, 1500 Österreicher.
- 7. März: Gefecht bei Chur. Sieg von 9600 Franzosen unter Massena über 3400 Österreicher unter Auffenberg. Verluste: ca. 100 Franzosen, 3000 Österreicher.
- 7. März: Gefecht bei Feldkirch. Sieg von 9000 Franzosen unter Oudinot über 6000 Österreicher unter Hotze. Verluste: ca. 200 Franzosen, 1100 Österreicher.
- 17. März: Gefecht bei Martina. Sieg von 6500 Österreichern unter Alcaini über 7000 Franzosen unter Lecourbe. Verluste: ca. 200 Österreicher, ca. 1000 Franzosen.
- 21. März: Treffen bei Ostrach. Sieg von 50'000 Österreichern unter Erzherzog Karl über 28'000 Franzosen unter Jourdan. Verluste: 2200 Österreicher, 4600 Franzosen.
- 23. März: Treffen bei Feldkirch. Sieg von 7500 Österreichern unter Jelačić über 12'000 Franzosen unter Massena. Verluste: 900 Österreicher, 3000 Franzosen.
- 25. März: Treffen bei Taufers. Sieg von 4500 Franzosen unter Dessolles über 6500 Österreicher unter Loudon. Verluste: ca. 100 Franzosen, 5000 Österreicher.
- 25. März: Treffen bei Nauders. Sieg von 6000 Franzosen unter Lecourbe über 6000 Österreicher unter Alcaini. Verluste: ca. 300 Franzosen, 2000 Österreicher.
- 25./26. März: Schlacht bei Stockach. Sieg von 46'000 Österreichern unter Erzherzog Karl über 38'000 Franzosen unter Jourdan. Verluste: 6000 Österreicher, 4000 Franzosen.

April 1799
- 30. April: Treffen bei Ramosch. Sieg von 18'000 Österreichern unter Bellegarde über 8500 Franzosen unter Lecourbe. Verluste: ca. 2000 Österreicher, ca. 1000 Franzosen.

Mai 1799
- 1. Mai: Treffen bei Maienfeld (= Luziensteig). Sieg von 8000 Franzosen unter Ménard über 8000 Österreicher unter Hotze. Verluste: 400 Franzosen, 2600 Österreicher.
- 14. Mai: Treffen bei Maienfeld (= Luziensteig). Sieg von 19'000 Österreichern unter Hotze über 8000 Franzosen unter Ménard. Verluste: 100 Österreicher, 3400 Franzosen.
- 25. Mai: Treffen bei Frauenfeld (= Andelfingen). Sieg von 23'000 Franzosen unter Massena über 10'000 Österreicher unter Hotze. Verluste: 800 Franzosen, 5200 Österreicher.
- 27. Mai: Gefecht bei Winterthur. Sieg von 15'000 Österreichern unter Hotze über 7000 Franzosen unter Ney. Verluste: 1000 Österreicher, 800 Franzosen.
- 29. Mai: Gefecht in der Ursern. Sieg von 4300 Österreichern unter Saint-Julien über 3300 Franzosen unter Loison. Verluste: 200 Österreicher, 1000 Franzosen.
- 31. Mai: Gefecht bei Wassen. Sieg von 6000 Franzosen unter Lecourbe über 4000 Österreicher unter Saint-Julien. Verluste: 500 Franzosen, 2000 Österreicher.

Juni 1799
- 4. Juni: Erste Schlacht bei Zürich. Sieg von 55'000 Österreichern unter Erzherzog Karl über 45'000 Franzosen unter Massena. Verluste: 3400 Österreicher, 1600 Franzosen.

August 1799
- 13./14. August: Gefecht bei Oberwald (im Rhonetal). Sieg von 12'000 Franzosen unter Tharreau über 6000 Österreicher unter Strauss. Verluste: 500 Franzosen, 3000 Österreicher.
- 14./15. August: Treffen bei Schwyz (im Muotatal). Sieg von 12'000 Franzosen unter Massena über 8000 Österreicher unter Jelačić. Verluste: 600 Franzosen, 2400 Österreicher.
- 14.–16. August: Treffen bei Amsteg (im Reusstal). Sieg von 8000 Franzosen unter Lecourbe über 4400 Österreicher unter Simbschen. Verluste: ca. 500 Franzosen, 2200 Österreicher.

September 1799

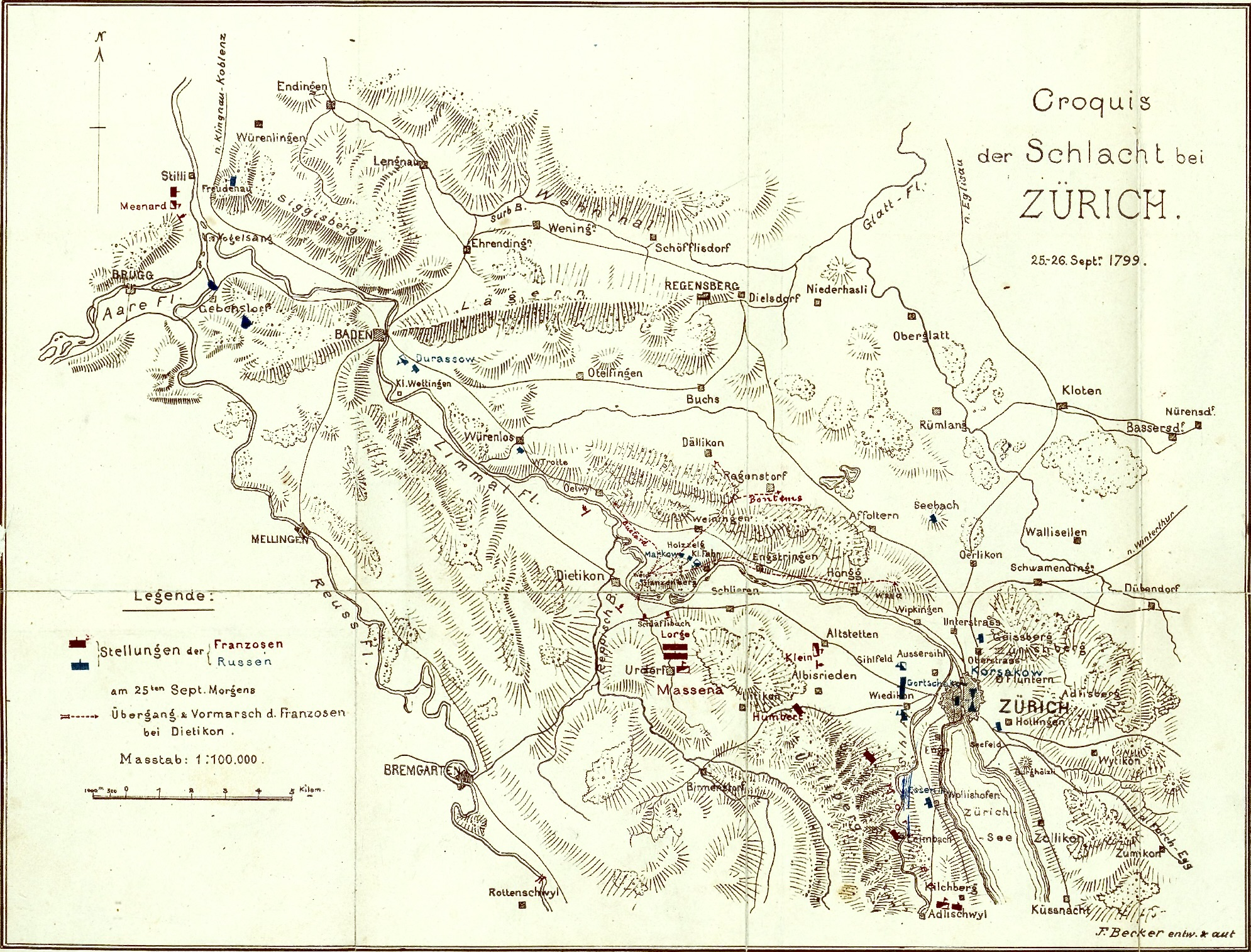
Zweite Schlacht bei Zürich (1886)

- 25./26. September: Zweite Schlacht bei Zürich. Sieg von 33'500 Franzosen unter Massena über 23'000 Russen unter Korsakow. Verluste: 4000 Franzosen, 8000 Russen.
- 25./26. September: Treffen bei Schänis (an der Linth). Sieg von 11'500 Franzosen unter Soult über 10'000 Österreicher und Russen unter Hotze (†). Verluste: 600 Franzosen, 5000 Österreicher.
- 23.–27. September: Gefechte am Gotthard (Oberalpsee, Hospental, Ursern, Teufelsbrücke). Sieg von 21'000 Russen und Österreichern unter Suworow über 9000 Franzosen unter Lecourbe. Verluste: 6000 Russen, 2000 Franzosen.
- 25.–30. September: Gefecht bei Mollis. Sieg von 3000 Franzosen unter Molitor über 4000 Österreicher unter Jelačić und Linken. Verluste: ca. 500 Franzosen, ca. 1500 Österreicher.

Oktober 1799
- 1. Oktober: Treffen bei Muotathal (im Muotatal). Sieg von 7000 Russen unter Rosenberg über 9000 Franzosen unter Massena. Verluste: ca. 500 Russen, 2000 Franzosen.
- 1. Oktober: Treffen bei Näfels (= Netstal). Sieg von 3200 Franzosen unter Molitor über 7000 Russen unter Bagration. Verluste: 1150 Franzosen, 2150 Russen.

Mai 1800
- 1. Mai: Gefecht bei Büsingen. Sieg von 6000 Franzosen unter Goullus über 4000 Österreicher unter Lothringen. Verluste: ca. 500 Franzosen, 1150 Österreicher.
- 3. Mai: Schlacht bei Engen und Stockach. Sieg von 84'000 Franzosen unter Moreau über 72'000 Österreicher unter Kray. Verluste: 3000 Franzosen, 7000 Österreicher.
- 5. Mai: Schlacht bei Messkirch. Sieg von 52'000 Franzosen unter Moreau über 48'000 Österreicher unter Kray. Verluste: 3000 Franzosen, 4000 Österreicher.

Diese Kampfhandlungen waren bedeutender als die zwischen Franzosen und Schweizern im Jahr 1798 (Grauholz, Neuenegg, Wollerau, Schindellegi, Rothenthurm, Nidwalden), die von Bodart nicht erwähnt werden.

## Klagen über die Russen

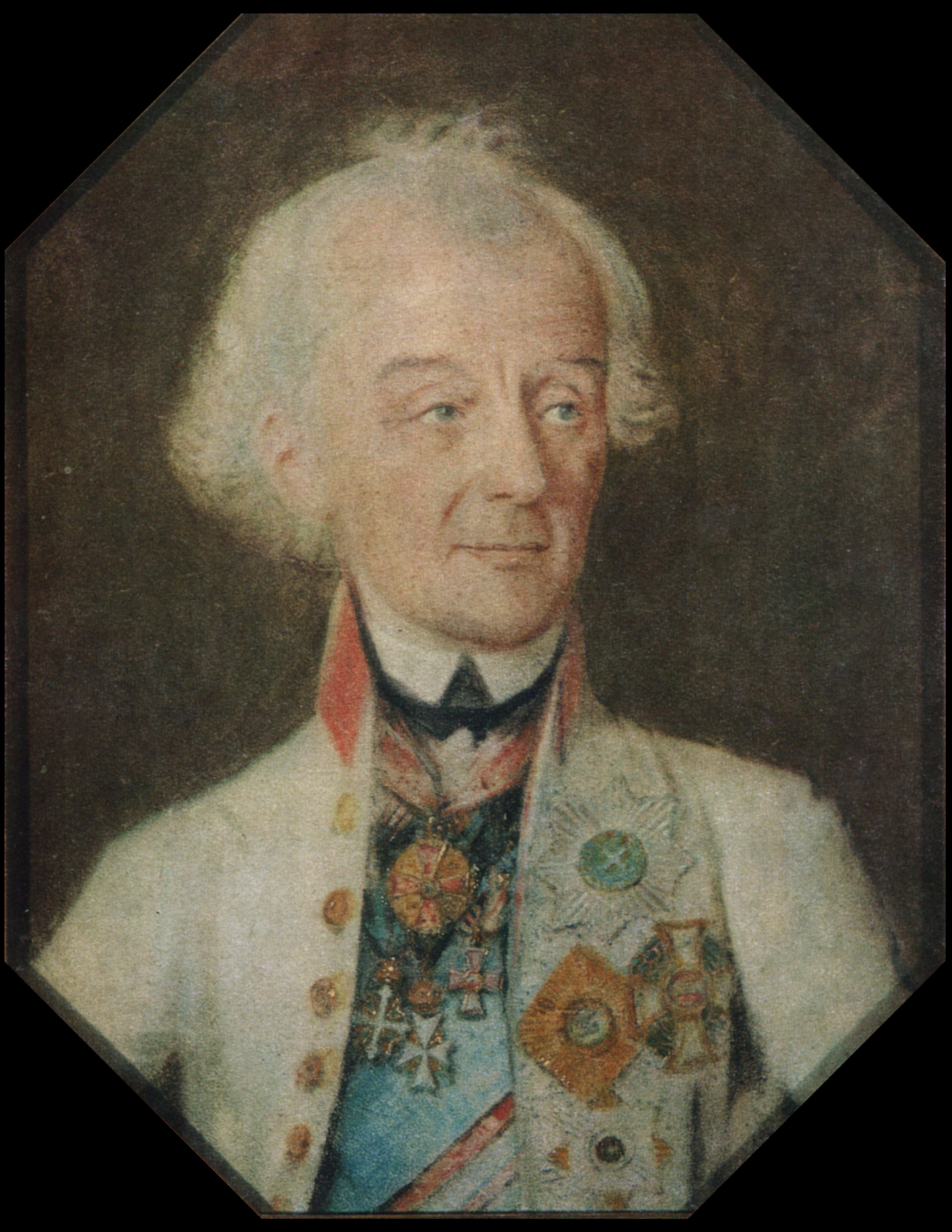
Suworow in Prag (1800)

Obwohl Paul I. Korsakow angewiesen hatte, die Schweiz wieder in den blühenden, glücklichen Zustand zu versetzen, in dem er sie 1782 als Tourist gesehen hatte, gestand der altgesinnte Zürcher Dichter David Hess, dass er sich die Franzosen zurückgewünscht habe: «Von allen Völkern Europas sind die Russen die wildesten und dümmsten. Ihre Priester unterhalten sie in dieser Thierheit.»
Ein französischer Emigrant schrieb, er habe in seiner militärischen Karriere «keinen eingebildeteren, anmassenderen, ignoranteren, unfähigeren und unverschämteren General als Herrn Korsakof getroffen», und ein Österreicher berichtete über Korsakows geschlagene Truppen: «Alle Nächte wird auf den Dörfern und Landgütern geplündert. Das Elend auf dem Lande geht über alle Beschreibung, und endlich wird auch bei uns geschehen, was im Kanton Zürich [geschehen ist], ein allgemeiner Landaufstand wider diese Räuberhorde.»
Über Suworows Besetzung des Gotthardpasses berichtete ein russischer Hauptmann: «Was die feindlichen Gefangenen betrifft, so hatten wir in dieser Schlacht keine: Bajonett und Gewehrkolben entledigten uns der überflüssigen Mühe, sie mit uns zu führen, zumal keine Österreicher hier bei uns waren, und ausser ihnen keiner von uns diese niedrige Pflicht auf sich nahm.»
Der britische Gesandte in der Schweiz William Wickham sah Suworows Armee auf dem Rückzug in Feldkirch, «jeder Soldat beladen mit geplündertem Eigentum der armen Einwohner von Uri, Schwyz und Glarus, von denen sie als Freunde und Befreier empfangen worden waren». Gemäss Wickham bezeichnete jedermann die französische Art, dem Land Kontributionen aufzuerlegen, als Gnade im Vergleich zum Plündern, das Suworow duldete.

## Beteiligung von Schweizern

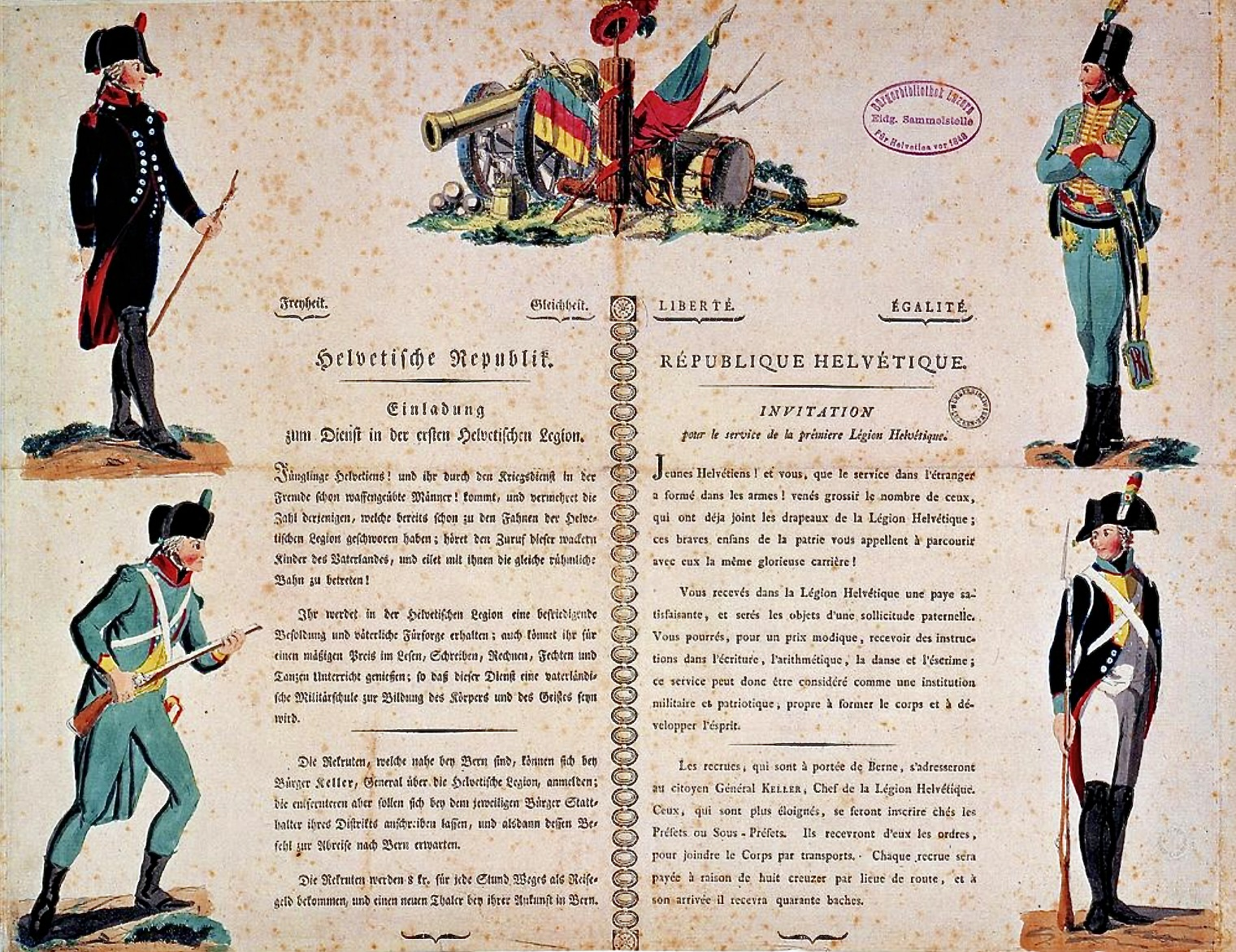
Helvetische Legion (1798)

An den Kämpfen von 1799 waren auf beiden Seiten auch Schweizer beteiligt. Grossbritannien finanzierte Formationen von Emigranten (Regimenter Rovéréa, Bachmann, Salis-Marschlins, Paravicini, Bataillon de Courten, Freikorps Managhetta) und antihelvetische Milizen. Auf der anderen Seite opferten mehr Schweizer ihr Leben für Freiheit und Gleichheit als beim «Franzoseneinfall» für das Ancien Régime. Die Helvetische Republik vermochte etwa 30'000 Mann zu mobilisieren, nämlich 2000–3000 Berufssoldaten (Helvetische Legion), 4000 Mann in französischen Diensten (Helvetische Halbbrigaden) und 24'000 Auszüger (Eliten) einer neugeschaffenen Miliz. Diese standen aber nie alle gleichzeitig unter Waffen. Ihren Höchstbestand erreichte die helvetische Armee mit 10'000 Mann im Gefecht bei Frauenfeld, wo sie zum Sieg der Franzosen beitrug und ihr Oberkommandierender General Weber fiel. Zwar desertierten beim Rückzug Massenas auf die Limmat-Linie viele Milizsoldaten, doch kämpften Angehörige der Legion und der Helvetischen Halbbrigaden sowie Revolutionäre der ersten Stunde (vor allem aus dem Kanton Léman und vom Zürichsee) weiter und zeichneten sich namentlich bei Döttingen, in der Zweiten Schlacht bei Zürich und bei Näfels aus.
Für den neuen Staat bedeutete die austro-russische Invasion eine Verdoppelung seiner wirtschaftlichen Belastung, indem er statt einer einzigen fremden Armee deren zwei zu unterhalten hatte – bis zum Verhältnis von einem «Befreier» auf neun Einwohner. Ein gewisses Mass an innerem Frieden kehrte erst zwei Jahre nach dem äusseren (1803) ein, als Bonaparte, der später den Titel «Médiateur de la Confédération suisse» annahm, der Eidgenossenschaft und ihren 19 zum Teil neugeschaffenen Kantonen Verfassungen diktierte, die einen Kompromiss zwischen den Errungenschaften der Revolution und den Traditionen des Ancien Régime darstellten.

## Bilder

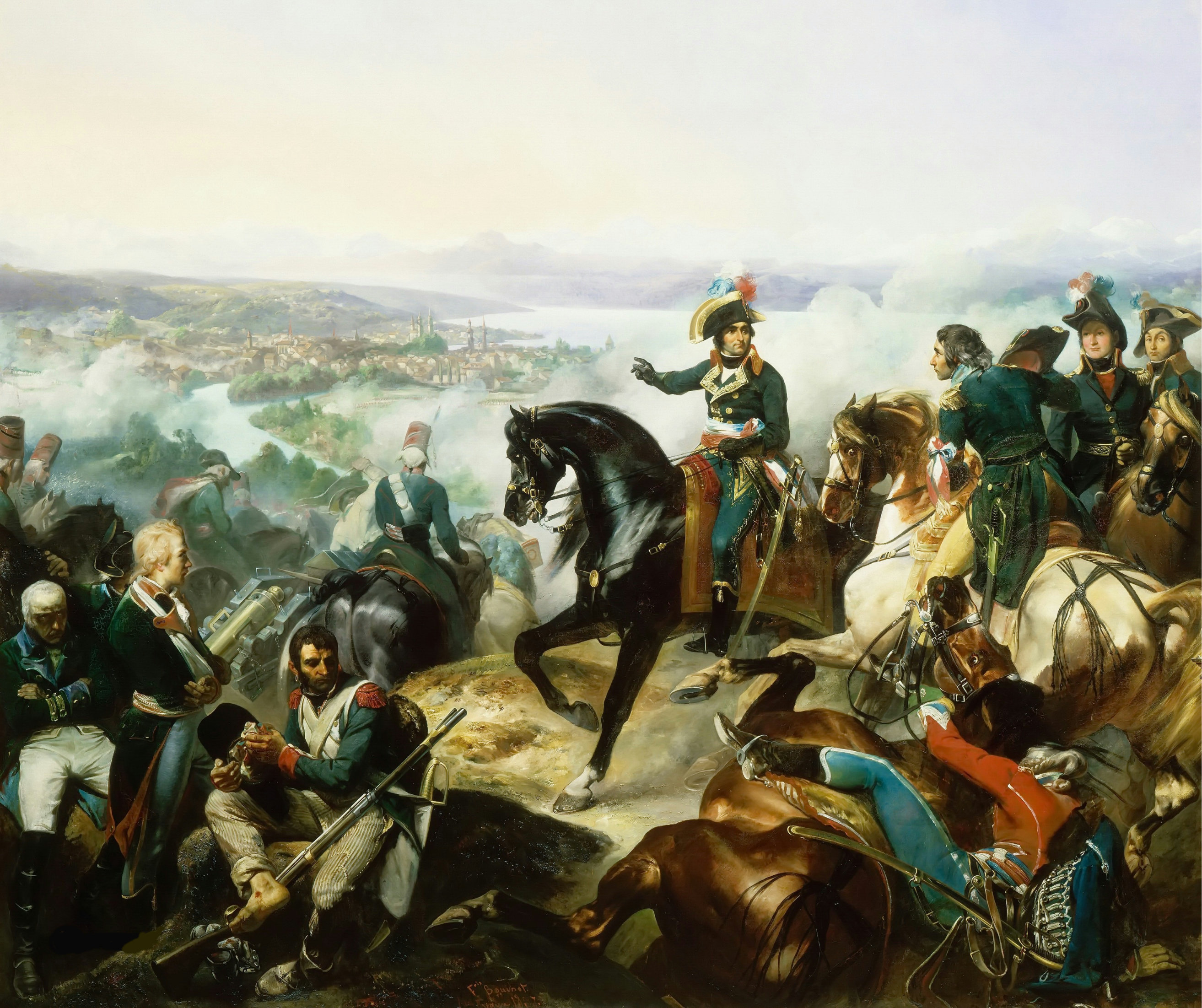
Massena bei Zürich (1835)
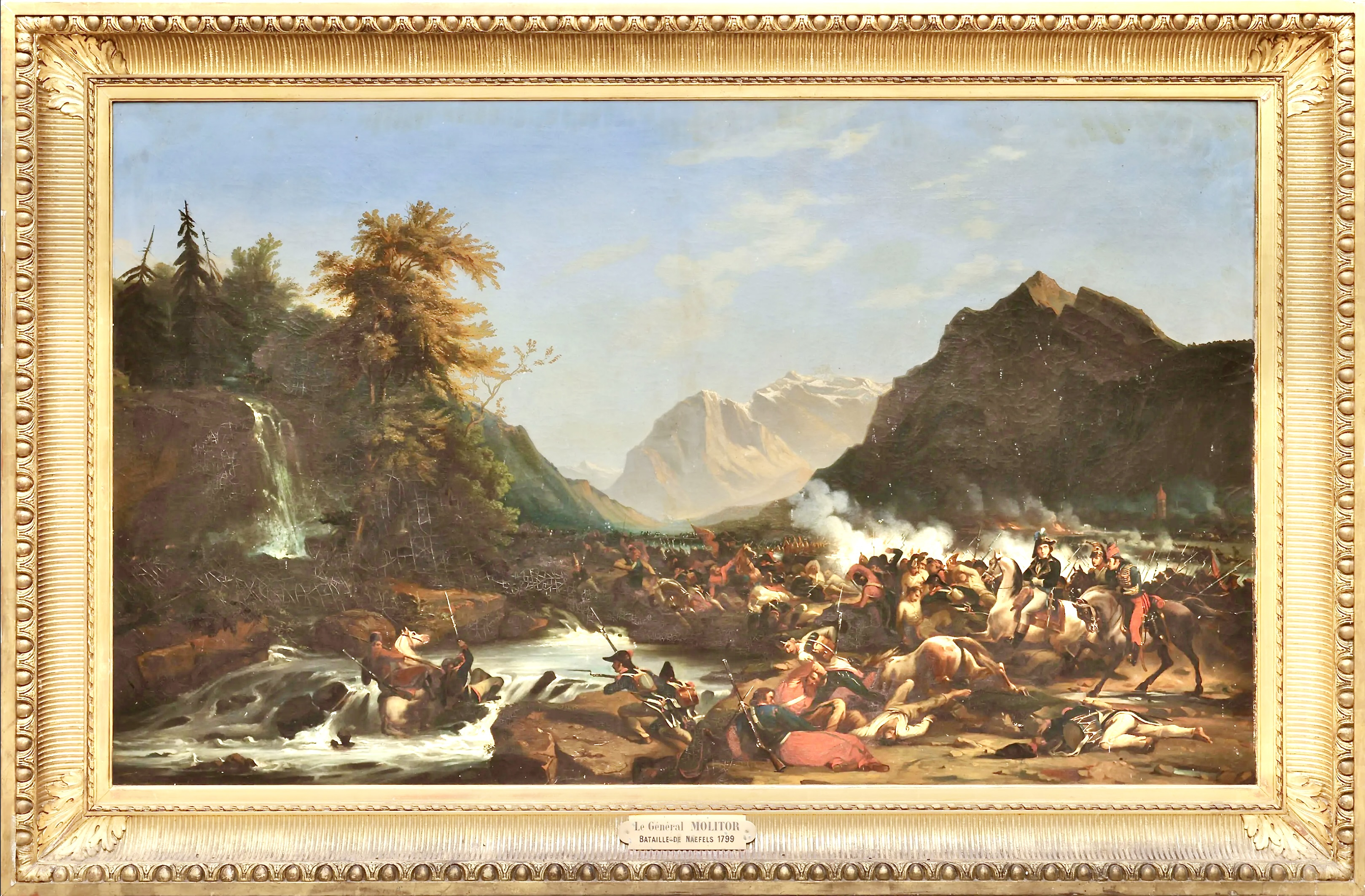
Molitor bei Näfels (aus Molitors Besitz)
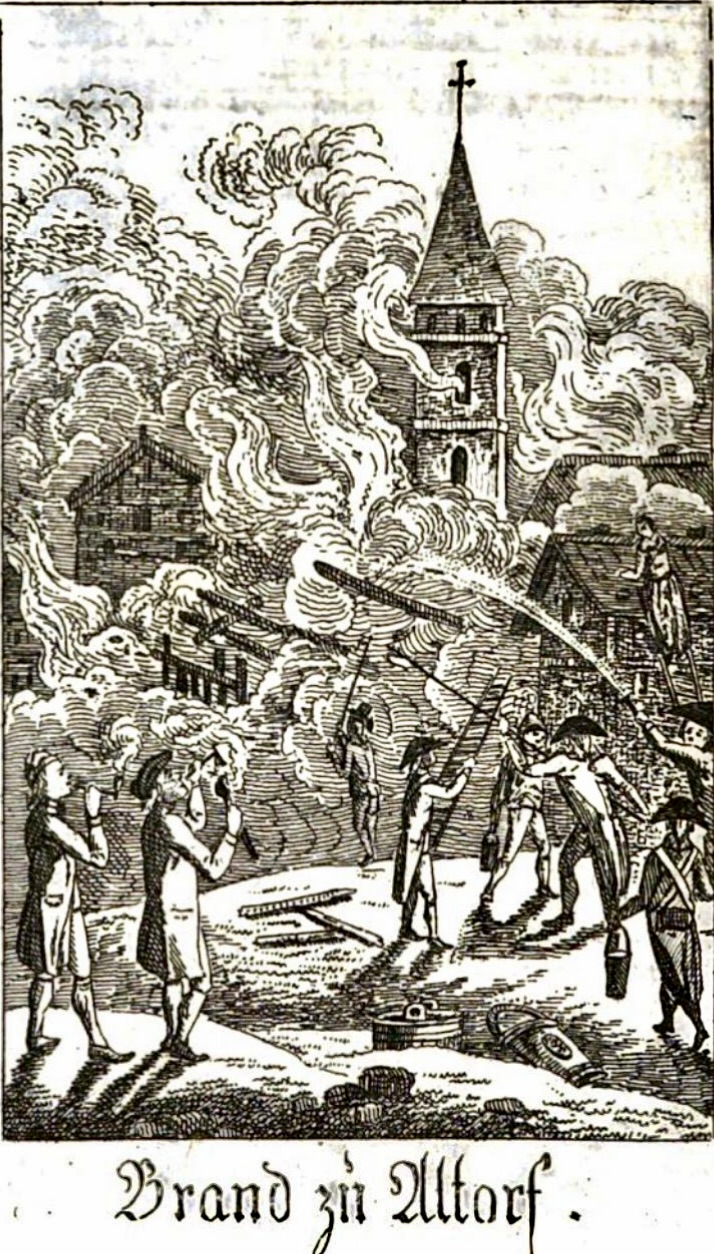
Brand von Altdorf (1801)
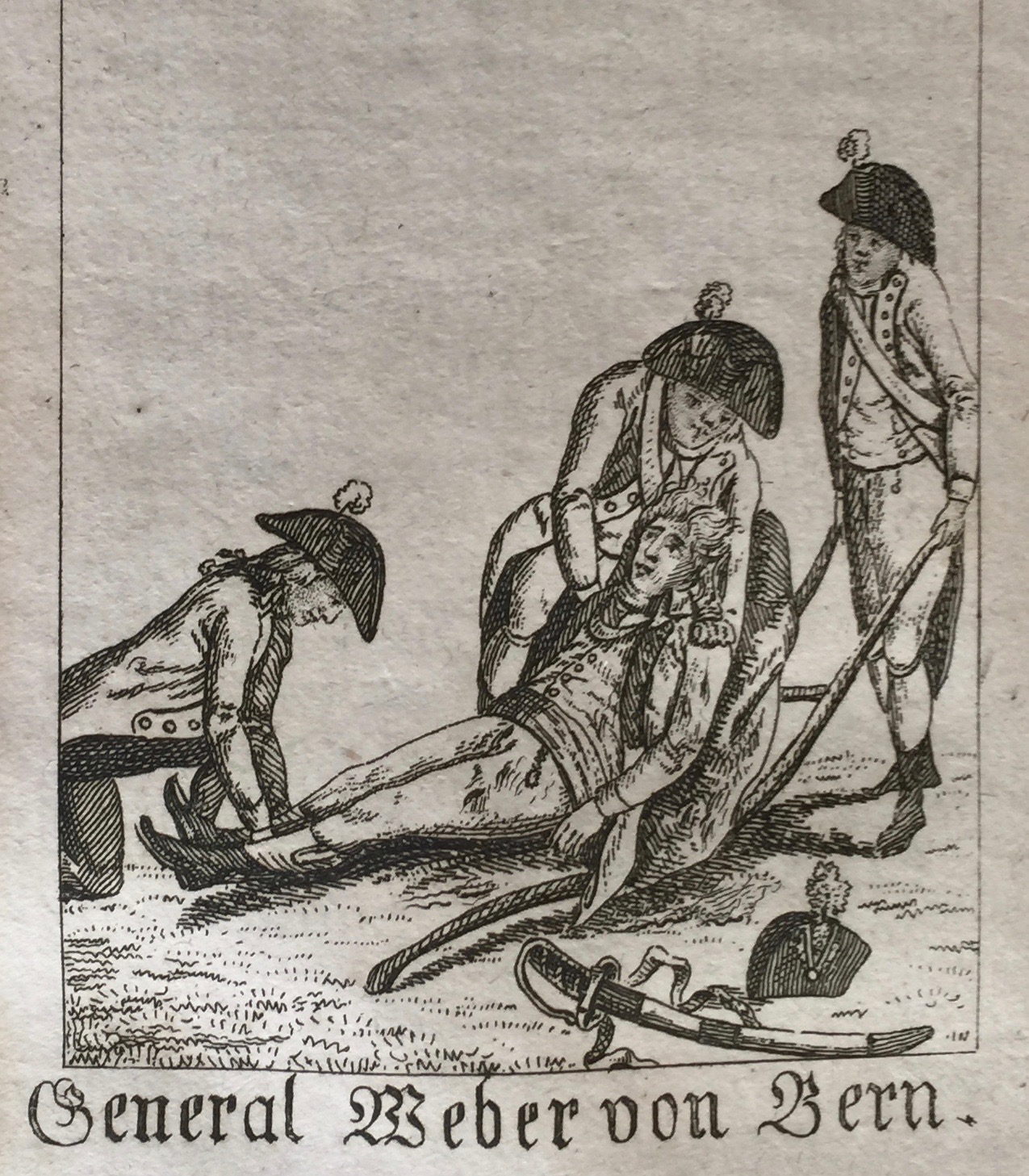
Tod General Webers (1801)
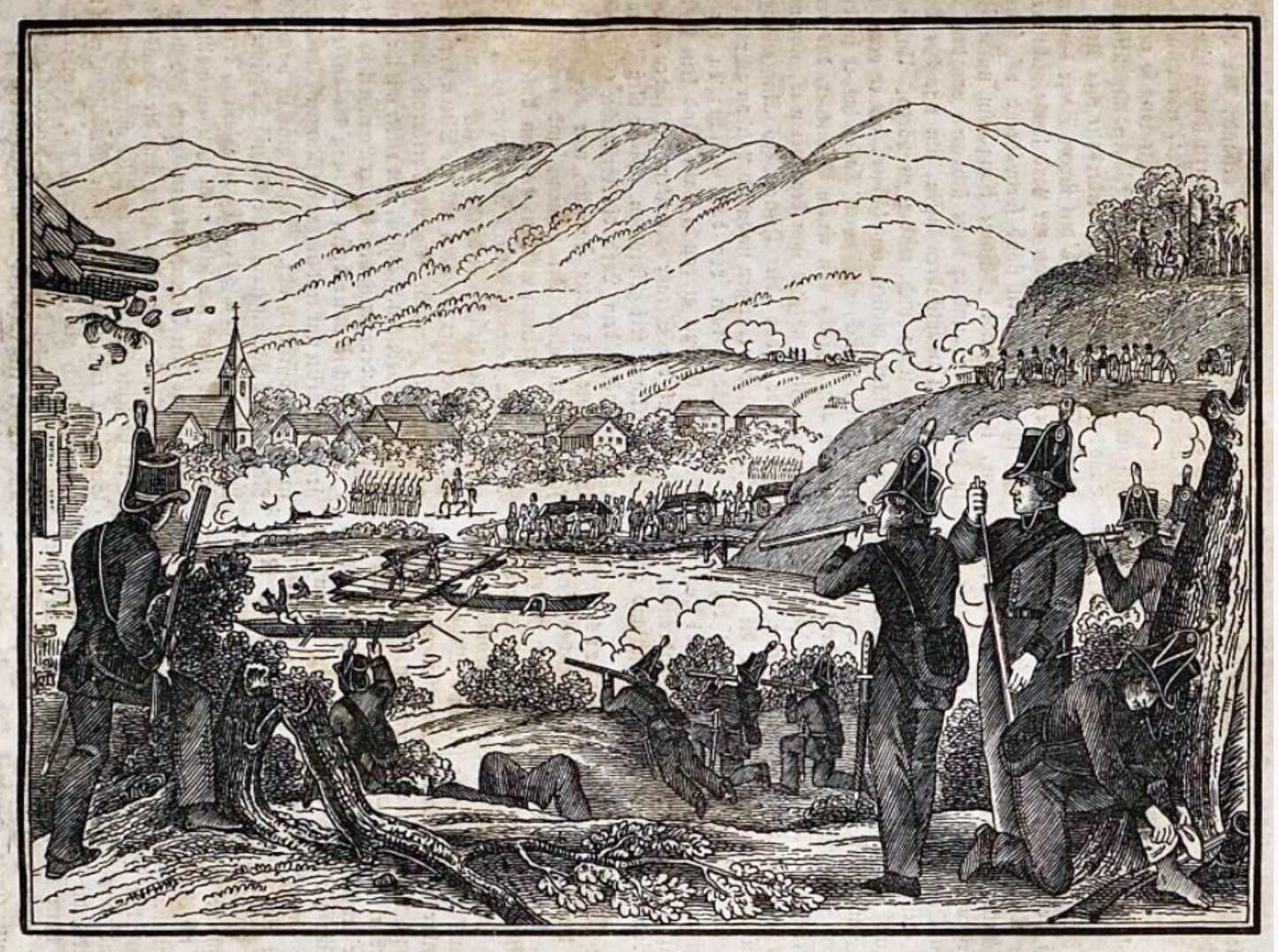
Gefecht bei Döttingen (1844)
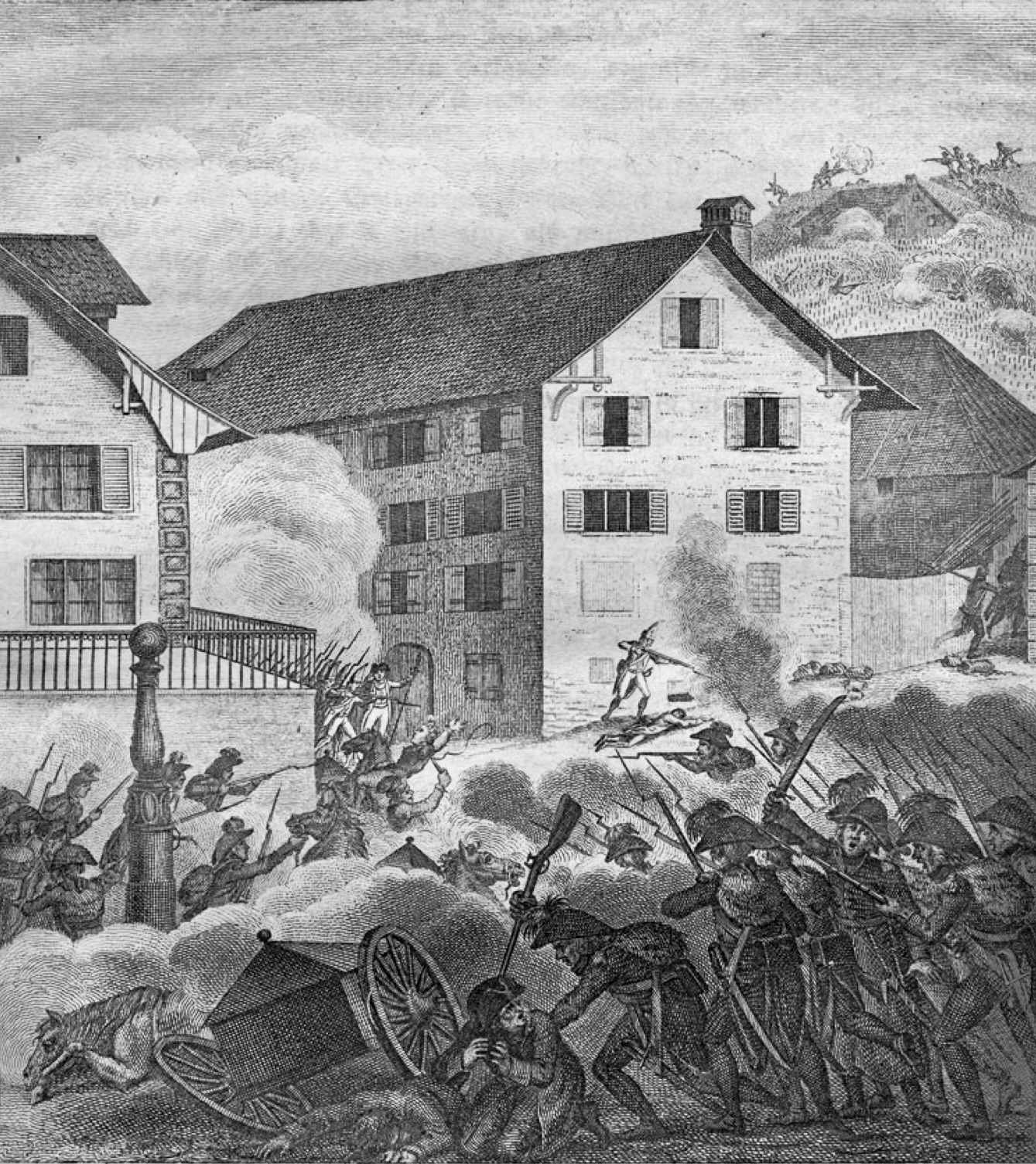
Strassenkampf in Zürich (1801)
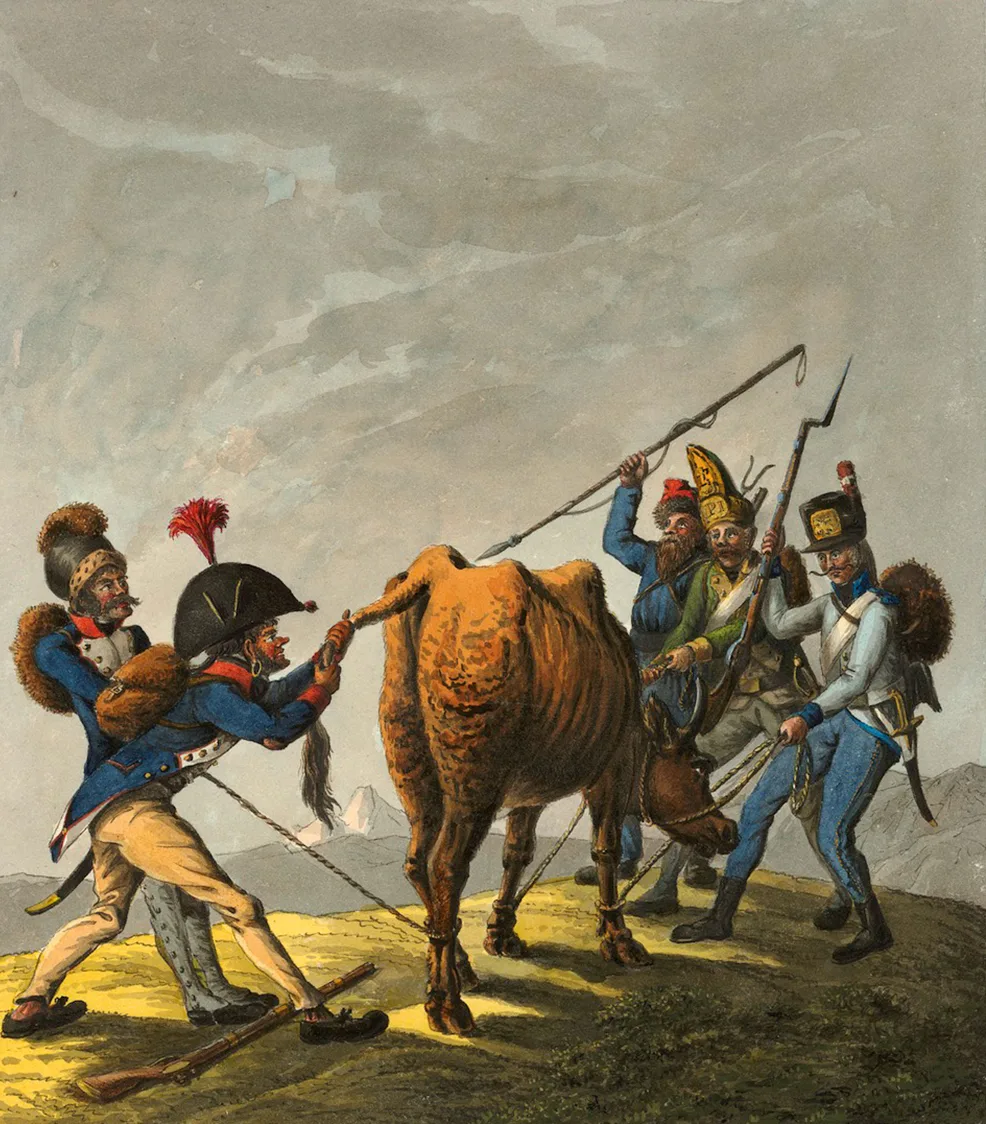
Franzosen und Russen (Karikatur, 1801)
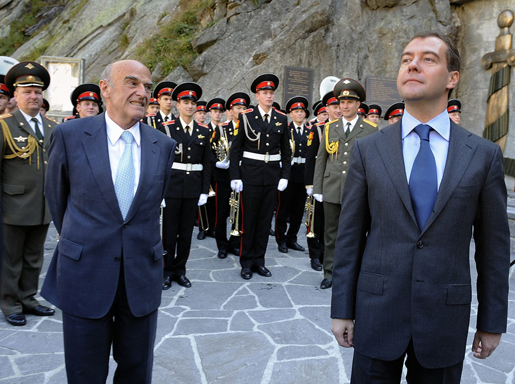
Suworow-Denkmal, Staatsakt (2009)
Reale Teufelsbrücke (vor 1830)
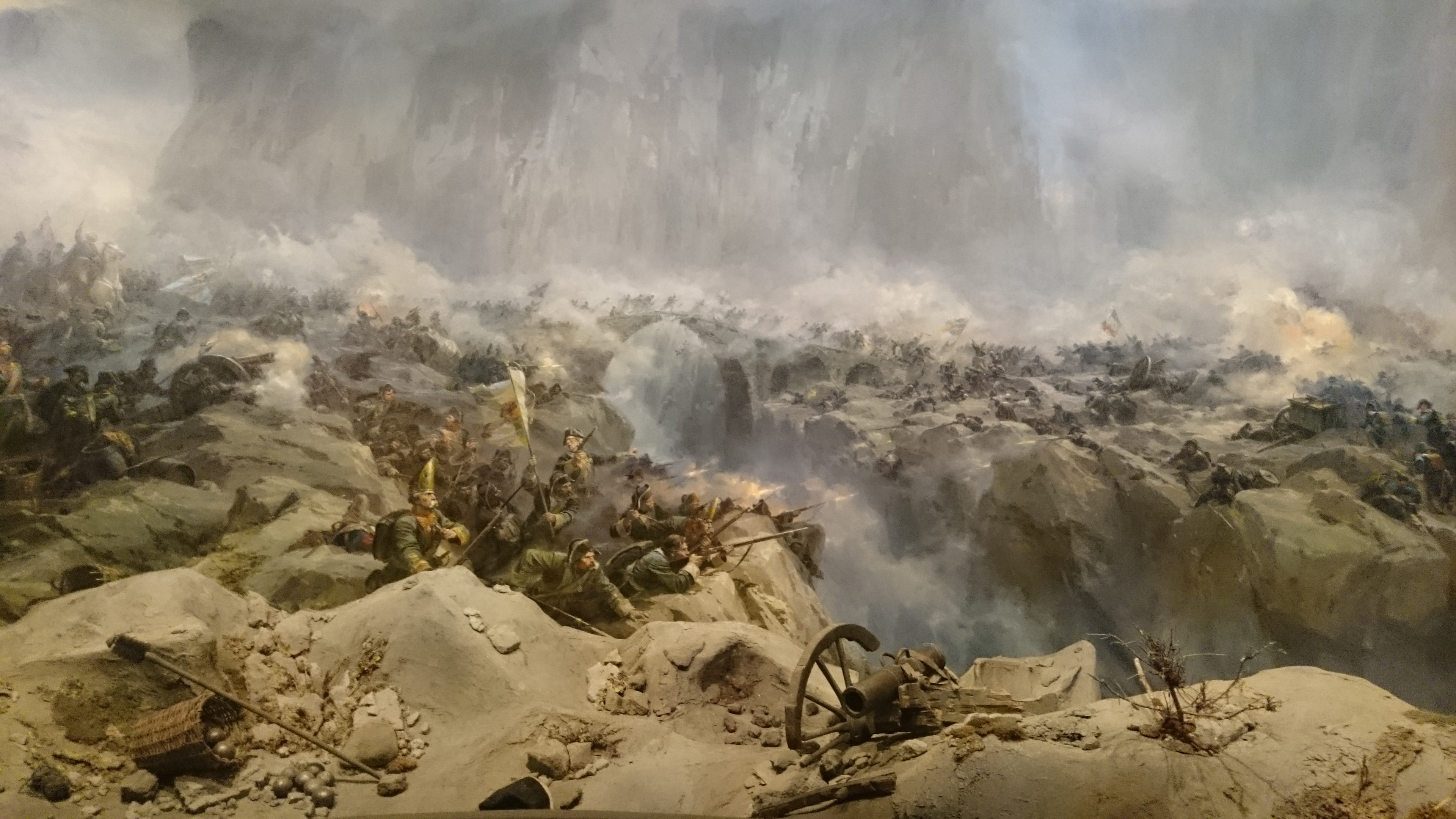
Teufelsbrücke in russischem Diorama
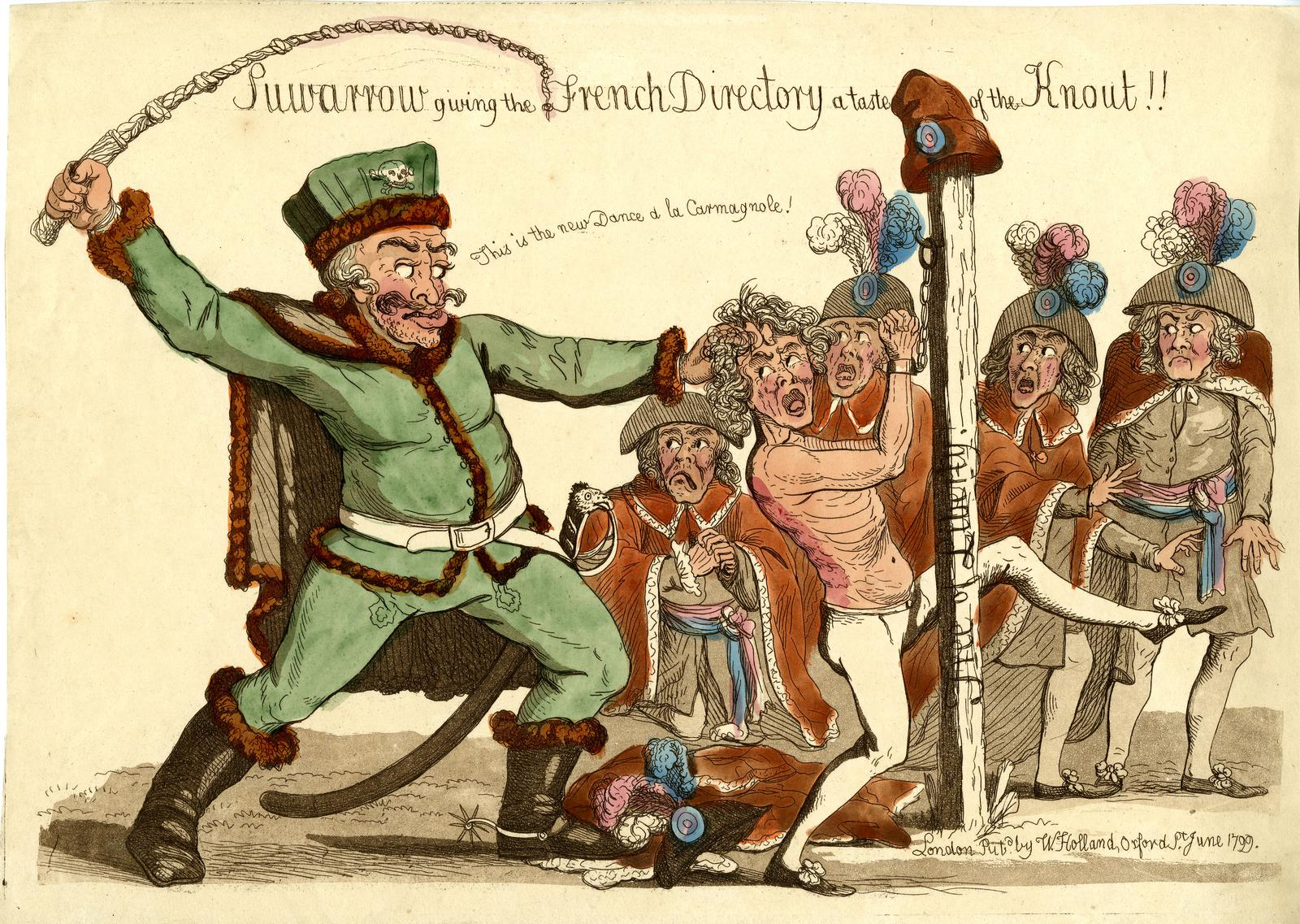
Siegender Suworow (britische Karikatur, 6/1799)
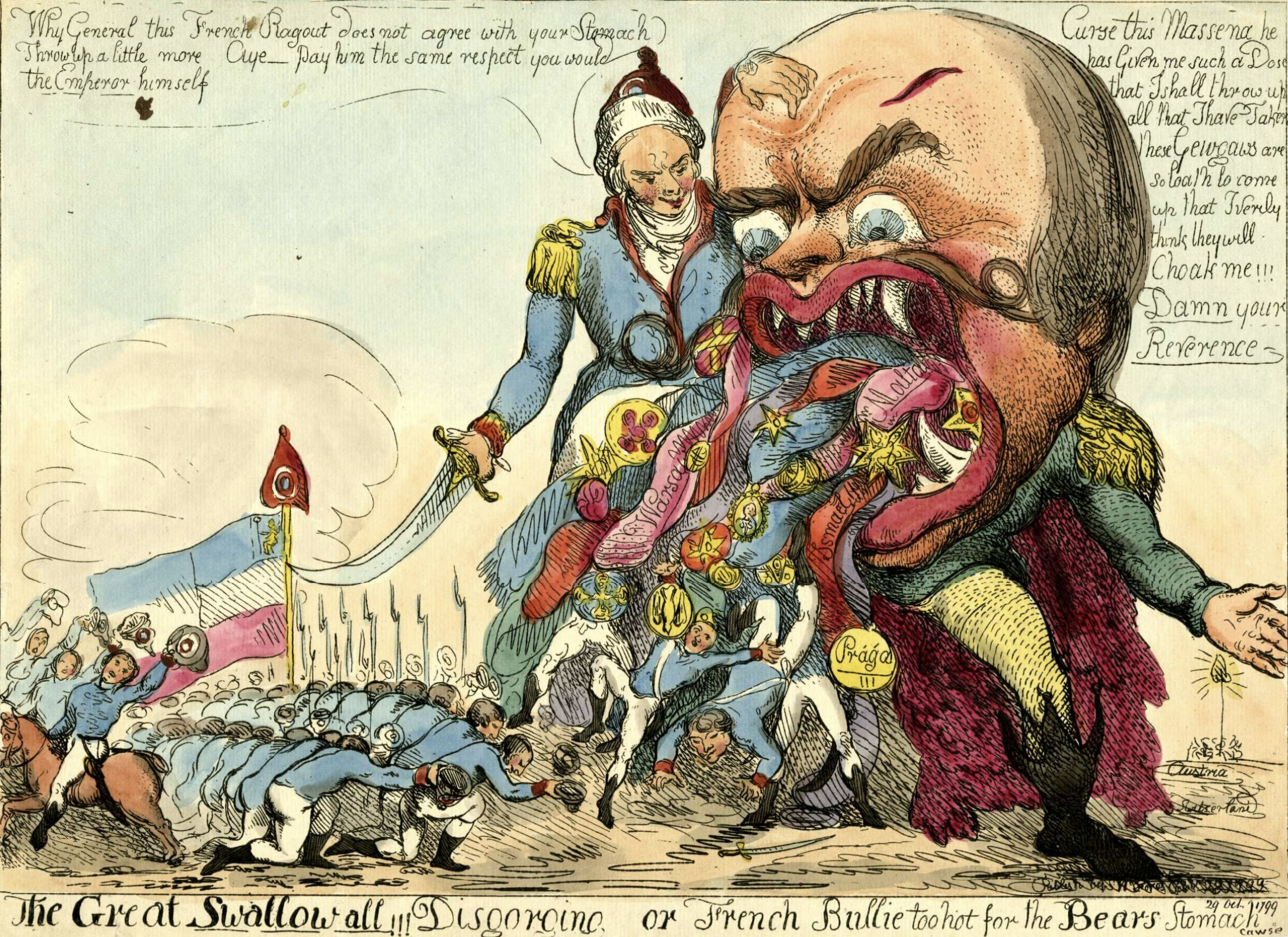
Besiegter Suworow (britische Karikatur, 10/1799)

## Benützte Literatur
Unter dem Einfluss der Kontroverse um die schweizerische Neutralität und der zeitbedingten Vernachlässigung der Kriegsgeschichte werden die austro-russische Invasion der Helvetischen Republik und der Anteil derselben an der erfolgreichen Abwehr dieses letzten militärischen Angriffs auf das Land im betreffenden Artikel des Historischen Lexikons der Schweiz nur mit wenigen Sätzen erwähnt.
Weitere Literatur → Schlacht bei Näfels (1799).
- AmtsBerichte des Fürsten Suworow über seinen Feldzug in der Schweiz. In: Ludwig Ferdinand Huber (Red.): Allgemeine Zeitung. Stuttgart, 17.–26. Dez. 1799, S. 1553 f., 1562, 1566, 1570, 1574, 1584 f., 1593 f. (Digitalisat).
- Rapport fait par le général Massena, commandant en chef l’armée du Danube, au Directoire exécutif de la République française, sur les opérations de cette armée, du 3 au 18 vendémiaire an 8. J. Gratiot, Paris 1799/1800 (gallica.bnf.fr).
- (Johann Friedrich Ernst Albrecht:) Kakodämon [Suworow] der Schrekliche, Pansalvins [Potjomkins] und Mirandas [Katharinas II.] Donnerkeil, Revisor des Codex der Menschen-Rechte. (Hennings), Pyropolis (Erfurt) 1800 (digitale-sammlungen.de).
- Heinrich Zschokke: Abschiedsrede an den General Suwarow. In: Der aufrichtige und wohlerfahrene Schweizer-Bote. Luzern, 12. Febr. 1800, S. 77 f. (digitale-sammlungen.de).
- François-Louis Dedon-Duclos: Relation détaillée du passage de la Limat, effectué le 3 vendémiaire an 8; suivie de celle du passage du Rhin, du 11 floréal suivant; et de quelques autres passages de fleuve. Cet ouvrage contient une notice historique de toutes les opérations militaires des armées du Danube et du Rhin, sous les ordres des généraux Masséna et Moreau, depuis le 15 messidor an 7 (3 juillet 1799), jusqu’au 26 messidor an 8 (15 juillet 1800). Didot jeune, Paris an 9 (1801) (Digitalisat).
- Johann Georg Heinzmann: Kleine Schweizer-Chronik. 2. Theil, Bern 1801, S. 657–662 (Digitalisat).
- Franz Eugen von Seida und Landensberg: Politisch-Militairische Geschichte des merkwürdigen Feldzuges vom Jahre 1799. In besonderer Rüksicht auf die Armee Sr. Königl. Hoheit Erzherzogs Karl ec. ec. Stettinische Buchhandlung, Ulm 1801 (Digitalisat).
- Heinrich Zschokke: Geschichte vom Kampf und Untergang der schweizerischen Berg- und Waldkantone (…) Bern/Zürich 1801 (e-rara.ch), Liste der im Kampf fürs Vaterland Umgekommenen und Verwundeten.
- Heinrich Zschokke: Historische Denkwürdigkeiten der helvetischen Staatsumwälzung. 3. Band, Steiner, Winterthur 1805 (Digitalisat).
- Joseph von Stutterheim: Geschichte des Feldzugs der K. [ab Heft 9: K. K.] Armee in Italien im Jahre 1799. In: Neue militärische Zeitschrift. Wien 1812, Heft 4, S. 3–32; Heft 5, S. 3–58; Heft 7, S. 3–35; Heft 9, S. 3–37; Heft 10, S. 3–42; Heft 11, S. 3–36 (anno-plus).
- Erzherzog Karl (anonym erschienen): Geschichte des Feldzuges von 1799 in Deutschland und in der Schweiz. 2 Theile, Anton Strauss, Wien 1819 (1: Digitalisat; 2: Digitalisat).
- Antoine-Henri Jomini: Histoire critique et militaire des guerres de la Révolution. Nouvelle édition, 11.–13. Band. Anselin et Pochard, Paris 1822–1824 (11: Digitalisat; 12: Digitalisat; 13: Digitalisat).
- Joseph Businger: Die Geschichten des Volkes von Unterwalden […]. 2. Band. Xaver Meyer, Luzern 1828, S. 448–451 (Digitalisat).
- Armée du Danube. Campagne des années VII et VIII (1799) en Suisse. Rapport des opérations de la brigade du général Molitor, détachée dans les cantons de Schweiz et de Glaris (1). In: Le Spectateur militaire […] (Paris). 15. Mai 1831, S. 108–132 (Digitalisat).
- Carl von Clausewitz: Die Feldzüge von 1799 in Italien und der Schweiz. Ferdinand Dümmler, Berlin 1834, 1. Theil (Digitalisat); 2. Theil (Digitalisat).
- Georg Fuchs (Hrsg.): Correspondenz des Kais. Russ. Generalissimus, Fürsten Italiisky Grafen Alexander Wassiljewitsch Suworoff-Rimniksky über die Russisch-Oestreichische Kampagne im Jahre 1799. […] Aus dem Russischen übersetzt von Einem Preussischen Officier. 2. Theil, Carl Heymann, Glogau/Leipzig 1835 (Digitalisat).
- Reding. In: Brockhaus’ Kleines Konversations-Lexikon. 1. Auflage. Band 3: M–R. Brockhaus, Leipzig 1839, S. 642–643 (Digitalisat. zeno.org).
- Anton von Tillier: Geschichte der helvetischen Republik […]. Chr. Fischer, Bern 1843, 1. Band (Digitalisat); 2. Band (Digitalisat).
- Karl Franz Lusser: Leiden und Schicksale der Urner, während der denkwürdigen Revolutionszeit […]. Franz Xaver Z’Graggen, Altdorf 1845, S. 95–103 (Digitalisat).
- Ferdinand Wydler (Hrsg.): Leben und Briefwechsel von Albrecht Rengger, Minister des Innern der helvetischen Republik. 1. Band, Friedrich Schultheß, Zürich 1847, S. 55–130 (Digitalisat).
- Mémoires de F[erdinand] de Rovéréa, colonel d’un régiment de son nom, à la solde de Sa Majesté Britannique, écrits par lui-même et publiés par C[harles] de Tavel. 2. Band, Charles Stämpfli, Berne et al. 1848 (e-rara.ch).
- Jean Baptiste Frédéric Koch: Mémoires de Massena rédigés d’après les documents qu’il a laissés et sur ceux du Dépot de la guerre et du Dépot des fortifications. 3. Band, Paulin et Lechevalier, Paris 1849 (Digitalisat).
- Charles Monnard: Geschichte der Helvetischen Revolution. 2 Bände. Orell, Füßli und Comp., Zürich 1849/1851 (1: Digitalisat; 2: Digitalisat).
- Nikolai Alexejewitsch Polewoi: Geschichte des Fürsten Italiiski Grafen Suworoff-Rimnikski, Generallissimus [sic] der russischen Armeen. Übersetzung J. de la Croix, H. Schnakenburg, Riga 1850 (Digitalisat; 2: Digitalisat).
- Emmanuel Bousson de Mairet: Éloge historique du lieutenant-général comte de Lecourbe […]. Librairie militaire, Paris 1854 (gallica.bnf.fr).
- Mémoires du maréchal-général Soult, duc de Dalmatie, publiés par son fils. 1. Teil, 2. Band, Amyot, Paris 1854 (gallica.bnf.fr).
- Guillaume-Henri Dufour (anonym erschienen): Campagne de 1799, d’après l’archiduc Charles, les généraux Massena, Jomini, etc. In: Revue militaire suisse. Zahlreiche Fortsetzungen, 1/1856, S. 8 ff. (e-periodica.ch); 2/1857, S. 21 ff. (e-periodica.ch).
- Alexander Michailowskij-Danilewskij, Dmitri Miliutin: Geschichte des Krieges Rußlands mit Frankreich unter der Regierung Kaiser Paul’s I. im Jahre 1799. Übersetzung Chr. Schmitt, 6 Bände, Jos. Lindauer, München 1856 f. (1: Digitalisat; 2: Digitalisat; 3: Digitalisat; 4: Digitalisat).
- Wilhelm Meyer: Die Schlacht bei Zürich am 25. und 26. September 1799. In: Schweizerisches Jahrbuch für 1857. 1. Jahrgang (m. n. e.). Sauerländer, Aarau/Schultheß, Zürich 1856, S. 136–180 (Digitalisat); auch mit Vorwort von Gerold Meyer von Knonau und Croquis von Fridolin Becker. F. Schultheß, Zürich 1886 (e.rara.ch).
- William Wickham [Enkel] (Hrsg.): The Correspondence of the Right Honourable William Wickham from the Year 1794. Band 2, Richard Bentley, London 1870 (Digitalisat).
- Anton Erni: Geographische, statistische und geschichtliche Beschreibung der politischen Gemeinde Ruswil […]. C. Kneubühler, Willisau 1878, S. 28–32 (Digitalisat).
- David Hess: Die Tage des Schreckens. In: Jakob Baechtold (Hrsg.): Joh. Caspar Schweizer […]. Wilhelm Hertz, Berlin 1884, S. XLIV–LXIII (Textarchiv – Internet Archive).
- Ludwig Wiener: Das Corps des FML. Friedrich Freiherr von Hotze im Feldzuge 1799 […]. In: Mittheilungen des k. k. Kriegs-Archivs. Jahrgang 1884, S. 88–117, 239–265 (Digitalisat).
- Gerold Meyer von Knonau: Die kritischen Tage des Gebirgskampfes im Coalitionskriege von 1799. In: Neujahrsblatt der Feuerwerker-Gesellschaft (Artillerie-Collegium) in Zürich. 82/1887.
- Adolf Frey: Die helvetische Armee und ihr Generalstabschef J. G. v. Salis-Seewis im Jahre 1799. F. Schultheß, Zürich 1888 (e-rara.ch).
- Otto Hartmann: Der Antheil der Russen am Feldzug von 1799 in der Schweiz. Ein Beitrag zur Geschichte dieses Feldzugs und zur Kritik seiner Geschichtschreiber. A. Munk, Zürich 1892 (Digitalisat).
- Johannes Strickler (Bearb.): Amtliche Sammlung der Acten aus der Zeit der Helvetischen Republik (1798–1803) […]. 4. Band, Stämpfli & Cie., Bern 1892 (Digitalisat).
- Reinhold Günther: Geschichte des Feldzuges von 1800 in Ober-Deutschland, der Schweiz und Ober-Italien. J. Huber, Frauenfeld 1893 (e-rara.ch).
- Reinhold Günther: Der Feldzug der Division Lecourbe im Schweizerischen Hochgebirge 1799. J. Huber, Frauenfeld 1896 (Digitalisat).
- Fridolin Becker: Vor hundert Jahren. Die erste Schlacht bei Zürich den 4. Juni 1799. F. Schultheß, Zürich 1899 (e-rara.ch).
- Kriegsgeschichtliche Studien herausgegeben vom eidgen. Generalstabsbureau. Heft 3. Haller, Bern 1899 (Digitalisat), S. 3–43 (H. E. Bühler [Recherche]: Die Kämpfe in der Nordostschweiz im Frühjahr 1799 bis zum Rückzuge Massénas in die Stellung von Zürich), 45–88 (Aymon Galiffe: Le passage de la Linth par Soult les 25 et 26 septembre 1799), 89–123 (Die Litteratur des Feldzuges 1799 in der Schweiz), Karten.
- Sébastien Joseph de Comeau: Souvenirs des guerres d’Allemagne pendant la Révolution et l’Empire. Plon, Paris 1900 (gallica.bnf.fr).
- Christian Gerber: Die angebliche Garantie der Freiheiten der Waadt durch Frankreich im Lausanner Vertrag von 1564. In: Schweizerische Monatshefte für Politik und Kultur. 4/1905, S. 659–674 (e-periodica.ch).
- Ernest Picard: La campagne de 1800 en Allemagne. 1. Band, R. Chapelot & Ce, Paris 1907 (gallica.bnf.fr).
- Gaston Bodart (Hrsg.): Militär-historisches Kriegs-Lexikon (1618–1905). C. W. Stern, Wien/Leipzig 1908, S. 327–329, 332 f., 335 f., 340 f., 343 f., 352 f. (Textarchiv – Internet Archive).
- Rudolf Baumann: Die schweizerische Volkserhebung im Frühjahr 1799. Gebr. Leemann & Co., Zürich 1911.
- Louis Hennequin: Zürich. Masséna en Suisse. Messidor an VII–Brumaire an VIII (Juillet–Octobre 1799). Publié sous la direction de la Section historique de l’État-major de l’armée. Librairie militaire Berger-Levrault, Paris/Nancy 1911 (gallica.bnf.fr).
- Ernst Trösch: Die helvetische Revolution im Lichte der deutsch-schweizerischen Dichtung. H. Haessel, Leipzig 1911.
- Ernst Jörin: Der Kanton Oberland 1798–1803. Diss. phil. Bern. Gebr. Leemann & Co., Zürich 1912, S. 148–216.
- Albert Maag, Markus Feldmann: Die 2. helvetische Halbbrigade im Kampf um den Linthübergang bei Näfels. (1. Oktober 1799.) […] In: Der Schweizer Soldat. 16. Februar 1928, S. 20–22 (e-periodica.ch).
- Fernando Bernoulli: Die helvetischen Halbbrigaden im Dienste Frankreichs 1798–1805. Diss. phil. I, Universität Bern. Huber & Co., Frauenfeld 1934.
- Alfred Rufer: Johann Gaudenz v. Salis–Seewis als Bündner Patriot und Helvetischer Generalstabschef. Bischofberger & Co., Chur 1938.
- Friedrich Pieth: Graubünden als Kriegsschauplatz 1799–1800. Bischofberger & Co., Chur 1940.
- Ernst Herdi: Das Gefecht bei Frauenfeld und die Schweizersoldaten […]. In: Thurgauer Jahrbuch (Frauenfeld). 25/1950. S. 3–16 (e-periodica.ch).
- Anton Pestalozzi: Briefe an Lord Sheffield. Englische Kriegsberichte aus der Schweiz, Herbst 1799 (= Neujahrsblatt […] zum Besten der Waisenhäuser. 152. Stück). Beer AG, Zürich 1989.
- Holger Böning: Der Traum von Freiheit und Gleichheit. Helvetische Revolution und Republik (1798–1803) – Die Schweiz auf dem Weg zur bürgerlichen Demokratie. Orell Füssli, Zürich 1998, ISBN 3-280-02808-6.
- Christopher Duffy: Eagles over the Alps. Suvorov in Italy and Switzerland, 1799. The Emperor’s Press, Chicago 1999, ISBN 1-883476-18-6.
- Stephan Meyer: Vorbote des Untergangs. Die Angst der Schweizer Aristokraten vor Joseph II. Diss. phil. I, Chronos, Zürich 1999, ISBN 3-905313-40-5.
- Manfred Rauchensteiner: Der Verbündete. Was bedeutete Suworows Alpentraversierung für Österreich? In: Suworow in der Schweiz […]. [Akten eines Kolloquiums in Andermatt, 1999.] Thesis-Verlag, Zürich 2001, ISBN 3-908544-36-X, S. 58–72.
- Max Steiner: Das Gefecht von Frauenfeld 1799. Huber, Frauenfeld 1999, ISBN 978-3-7193-1170-4.
- Steven T. Ross: The A to Z of the Wars of the French Revolution. Scarecrow Press, Lanham, Maryland 2010, ISBN 978-1-4616-7238-8.
- Jürg Stüssi-Lauterburg:  Die Limmat. Eine militärhistorische Betrachtung […]. Schriftenreihe der Eidgenössischen Militärbibliothek und des Historischen Dienstes 46. Bern 2011, ISBN 3-906969-45-2, S. 11–16.
- Hubert Foerster: Erfolg trotz Misserfolg. Der Aufstand und der Befreiungskrieg 1799 in der Schweiz. Ein Beitrag zu den antihelvetischen Bewegungen. Schriftenreihe der Eidgenössischen Militärbibliothek und des Historischen Dienstes 48. Bern 2012, ISBN 3-906969-47-9.
- Christian Schweizer: Styger, Paul. In: Historisches Lexikon der Schweiz.  20. Juli 2012.
- Renato Morosoli: Waldstätten. In: Historisches Lexikon der Schweiz.  13. August 2013.
- Werner Ort: Heinrich Zschokke 1771–1848. Eine Biografie. Hier + jetzt, Baden 2013, ISBN 978-3-03919-273-1, S. 268–334.
- Jürg Stüssi-Lauterburg, Elena M. Tarkhanowa et al. (Hrsg.): Mit Suworow in der Schweiz. Das Tagebuch des Hauptmanns Nikolaj A. Grjazew vom russischen Alpenfeldzug des Jahres 1799 […]. Merker im Effingerhof, Lenzburg 2013, ISBN 978-3-85648-146-9.
- Jürg Stüssi-Lauterburg: Soult gegen Suworow 1799. 205. Neujahrsblatt der Feuerwerker-Gesellschaft (Artillerie-Kollegium) in Zürich auf das Jahr 2014. Beer, Zürich 2013.
- Martin Schuler: Volkszählungen in der Schweiz vor 1850. Die Bevölkerungszahlen auf lokaler Ebene. Bundesamt für Statistik, Neuchâtel 2023, S. 56.

## Fussnoten
1. ↑  Abgesetzt und von Kriegsgericht verurteilt. Adolf Frey: Die helvetische Armee und ihr Generalstabschef J. G. v. Salis-Seewis im Jahre 1799. F. Schultheß, Zürich 1888, S. 34 f. (e-rara.ch).
2. ↑  Auch für Austro-Russen: Stand 25. Sept. 1799, ganze Schweiz. Carl von Clausewitz: Die Feldzüge von 1799 in Italien und der Schweiz. 2. Theil. Ferdinand Dümmler, Berlin 1834, S. 106–108 (Digitalisat).
3. ↑  Nie alle gleichzeitig unter Waffen. Adolf Frey: Die helvetische Armee und ihr Generalstabschef J. G. v. Salis-Seewis im Jahre 1799. F. Schultheß, Zürich 1888, S. 24 (e-rara.ch).
4. ↑  Auch für Austro-Russen: Gefallene, Verwundete, Gefangene, Desertierte und Vermisste; kumulierte Werte für bedeutendste Kampfhandlungen, einschliesslich derjenigen in Grenznähe. Gaston Bodart (Hrsg.): Militär-historisches Kriegs-Lexikon (1618–1905). C. W. Stern, Wien/Leipzig 1908, S. 327–329, 332 f., 335 f., 340 f., 343 f., 352 f. (Textarchiv – Internet Archive).
5. ↑  Namentlich in der Cisalpinischen und der Piemontesischen Republik in Norditalien sowie der Batavischen Republik in den Niederlanden.
6. ↑  Zusätzlich war die Schlacht bei Näfels am 1. Oktober «the bloodiest action of the War of the Second Coalition». Steven T. Ross: The A to Z of the Wars of the French Revolution. Scarecrow Press, Lanham, Maryland 2010, ISBN 978-1-4616-7238-8, S. 20, 36 (Digitalisat).
7. ↑  Charles Monnard: Geschichte der Helvetischen Revolution. 2 Bände. Orell, Füßli und Comp., Zürich 1849/1851 (1: Digitalisat; 2: Digitalisat); Holger Böning: Der Traum von Freiheit und Gleichheit. Helvetische Revolution und Republik (1798–1803) – Die Schweiz auf dem Weg zur bürgerlichen Demokratie. Orell Füssli, Zürich 1998, ISBN 3-280-02808-6.
8. ↑  Die vorgängige Besetzung des Fürstbistums Basel erfolgte auf der Grundlage des Friedens von Campo Formio, jene der Waadt auf Ersuchen La Harpes unter Berufung auf den Lausanner Vertrag von 1564. Christian Gerber: Die angebliche Garantie der Freiheiten der Waadt durch Frankreich im Lausanner Vertrag von 1564. In: Schweizerische Monatshefte für Politik und Kultur. 4/1905, S. 659–674 (e-periodica.ch).
9. ↑  Anton Pestalozzi: Briefe an Lord Sheffield. Englische Kriegsberichte aus der Schweiz, Herbst 1799 (= Neujahrsblatt […] zum Besten der Waisenhäuser. 152. Stück). Beer AG, Zürich 1989, S. 112 f.
10. ↑  Umfasste Gebiete vom früher österreichischen Mailand bis nach Bologna im ehemaligen Kirchenstaat.
11. ↑  Ludwig Wiener: Das Corps des FML. Friedrich Freiherr von Hotze im Feldzuge 1799 […]. In: Mittheilungen des k. k. Kriegs-Archivs. Jahrgang 1884, S. 88–117, 239–265, hier S. 98, 105 (Digitalisat); Friedrich Pieth: Graubünden als Kriegsschauplatz 1799–1800. Bischofberger & Co., Chur 1940, S. 9–11, 15 f.
12. ↑  Lecourbe, Molitor, Mortier, Ney, Oudinot, Soult.
13. ↑  Anton von Tillier: Geschichte der helvetischen Republik […]. 1. Band, Chr. Fischer, Bern 1843, S. 257 (Digitalisat).
14. ↑  Hubert Foerster: Erfolg trotz Misserfolg. Der Aufstand und der Befreiungskrieg 1799 in der Schweiz. Ein Beitrag zu den antihelvetischen Bewegungen. Schriftenreihe der Eidgenössischen Militärbibliothek und des Historischen Dienstes 48. Bern 2012, ISBN 3-906969-47-9, S. 16–22.
15. ↑  Anton von Tillier: Geschichte der helvetischen Republik […]. Chr. Fischer, Bern 1843, 1. Band, S. 250 f. (Digitalisat); Adolf Frey: Die helvetische Armee und ihr Generalstabschef J. G. v. Salis-Seewis im Jahre 1799. F. Schultheß, Zürich 1888, S. 38 f. (e-rara.ch); Alfred Rufer: Johann Gaudenz v. Salis–Seewis als Bündner Patriot und Helvetischer Generalstabschef. Bischofberger & Co., Chur 1938, S. 42–44.
16. ↑  Sogenannter «Käferkrieg» wegen einer gleichzeitigen Maikäferplage. Anton Erni: Geographische, statistische und geschichtliche Beschreibung der politischen Gemeinde Ruswil […]. C. Kneubühler, Willisau 1878, S. 28–32 (Digitalisat).
17. ↑  Ernst Jörin: Der Kanton Oberland 1798–1803. Diss. phil. Bern. Gebr. Leemann & Co., Zürich 1912, S. 148–216, hier S. 175.
18. ↑  Uri ohne Leventina, Schwyz ohne March und Höfe, Nidwalden, Obwalden, Zug.
19. ↑  Christian Schweizer: Styger, Paul. In: Historisches Lexikon der Schweiz.  20. Juli 2012.
20. ↑  Joseph Businger: Die Geschichten des Volkes von Unterwalden […]. 2. Band. Xaver Meyer, Luzern 1828, S. 448–451 (Digitalisat).
21. ↑  Johann Georg Heinzmann: Kleine Schweizer-Chronik. 2. Theil, Bern 1801, S. 657–662 (Digitalisat); Anton von Tillier: Geschichte der helvetischen Republik […]. 1. Band, Chr. Fischer, Bern 1843, S. 257 f. (Digitalisat); Karl Franz Lusser: Leiden und Schicksale der Urner, während der denkwürdigen Revolutionszeit […]. Franz Xaver Z’Graggen, Altdorf 1845, S. 95–103 (Digitalisat).
22. ↑  Reding. In: Brockhaus’ Kleines Konversations-Lexikon. 1. Auflage. Band 3: M–R. Brockhaus, Leipzig 1839, S. 642–643 (Digitalisat. zeno.org).
23. ↑  Werner Ort: Heinrich Zschokke 1771–1848. Eine Biografie. Hier + jetzt, Baden 2013, ISBN 978-3-03919-273-1, S. 268–318.
24. ↑  Ferdinand Wydler (Hrsg.): Leben und Briefwechsel von Albrecht Rengger, Minister des Innern der helvetischen Republik. 1. Band, Friedrich Schultheß, Zürich 1847, S. 76 (Digitalisat).
25. ↑  Heinrich Zschokke: Historische Denkwürdigkeiten der helvetischen Staatsumwälzung. 3. Band, Steiner, Winterthur 1805, S. 252 f. (Digitalisat).
26. ↑  Anton von Tillier: Geschichte der helvetischen Republik […]. 1. Band, Chr. Fischer, Bern 1843, S. 278–283, 289–292 (Digitalisat)
27. ↑  Stockach, 30. März. Hubert Foerster: Erfolg trotz Misserfolg. Der Aufstand und der Befreiungskrieg 1799 in der Schweiz. Ein Beitrag zu den antihelvetischen Bewegungen. Schriftenreihe der Eidgenössischen Militärbibliothek und des Historischen Dienstes 48. Bern 2012, ISBN 3-906969-47-9, S. 58 f.
28. ↑  Stephan Meyer: Vorbote des Untergangs. Die Angst der Schweizer Aristokraten vor Joseph II. Diss. phil. I, Chronos, Zürich 1999, ISBN 3-905313-40-5.
29. ↑  Anton von Tillier: Geschichte der helvetischen Republik […]. 1. Band, Chr. Fischer, Bern 1843, S. 256 (Digitalisat).
30. ↑  Hubert Foerster: Erfolg trotz Misserfolg. Der Aufstand und der Befreiungskrieg 1799 in der Schweiz. Ein Beitrag zu den antihelvetischen Bewegungen. Schriftenreihe der Eidgenössischen Militärbibliothek und des Historischen Dienstes 48. Bern 2012, ISBN 3-906969-47-9, S. 51 f.
31. ↑  Adolf Frey: Die helvetische Armee und ihr Generalstabschef J. G. v. Salis-Seewis im Jahre 1799. F. Schultheß, Zürich 1888, S. 22 (e-rara.ch).
32. ↑  Anton von Tillier: Geschichte der helvetischen Republik […]. Chr. Fischer, Bern 1843, 1. Band, S. 298–309 (Digitalisat).
33. ↑  Carl von Clausewitz: Die Feldzüge von 1799 in Italien und der Schweiz. 2. Theil. Ferdinand Dümmler, Berlin 1834, S. 56 (Digitalisat).
34. ↑  Jürg Stüssi-Lauterburg: Die Limmat. Eine militärhistorische Betrachtung […]. Schriftenreihe der Eidgenössischen Militärbibliothek und des Historischen Dienstes 46. Bern 2011, ISBN 3-906969-45-2, S. 11 f.
35. ↑  Georg Fuchs (Hrsg.): Correspondenz des Kais. Russ. Generalissimus, Fürsten Italiisky Grafen Alexander Wassiljewitsch Suworoff-Rimniksky über die Russisch-Oestreichische Kampagne im Jahre 1799. […] Aus dem Russischen übersetzt von Einem Preussischen Officier. 2. Theil, Carl Heymann, Glogau/Leipzig 1835, S. 118 (Digitalisat).
36. ↑  Martin Schuler: Volkszählungen in der Schweiz vor 1850. Die Bevölkerungszahlen auf lokaler Ebene. Bundesamt für Statistik, Neuchâtel 2023, S. 56. Der heutige Soll-Bestand der Schweizer Armee beträgt 100'000 Mann.
37. ↑  Carl von Clausewitz: Die Feldzüge von 1799 in Italien und der Schweiz. 2. Theil. Ferdinand Dümmler, Berlin 1834, S. 106–108 (Digitalisat).
38. ↑  Fernando Bernoulli: Die helvetischen Halbbrigaden im Dienste Frankreichs 1798–1805. Diss. phil. I, Universität Bern. Huber & Co., Frauenfeld 1934, S. 77.
39. ↑  Antoine-Henri Jomini: Histoire critique et militaire des guerres de la Révolution. Nouvelle édition, 12. Band, Anselin et Pochard, Paris 1822, S. 258 (Digitalisat).
40. ↑  Anton Pestalozzi: Briefe an Lord Sheffield. Englische Kriegsberichte aus der Schweiz, Herbst 1799 (= Neujahrsblatt […] zum Besten der Waisenhäuser. 152. Stück). Beer AG, Zürich 1989, S. 85, 87. Suworow hatte in den grausamen Kämpfen gegen Türken und Polen eine Vorliebe für den Angriff mit dem besonders langen russischen Bajonett entwickelt.
41. ↑  Anton Pestalozzi: Briefe an Lord Sheffield. Englische Kriegsberichte aus der Schweiz, Herbst 1799 (= Neujahrsblatt […] zum Besten der Waisenhäuser. 152. Stück). Beer AG, Zürich 1989, S. 117.
42. ↑  Gaston Bodart (Hrsg.): Militär-historisches Kriegs-Lexikon (1618–1905). C. W. Stern, Wien/Leipzig 1908, S. 327, 332, 335 f., 340 f., 343 f., 352 (Textarchiv – Internet Archive).
43. ↑  David Hess: Die Tage des Schreckens. In: Jakob Baechtold (Hrsg.): Joh. Caspar Schweizer […]. Wilhelm Hertz, Berlin 1884, S. XLIV–LXIII, hier S. XLVIII, LVIII f. (Textarchiv – Internet Archive).
44. ↑  Sébastien Joseph de Comeau: Souvenirs des guerres d’Allemagne pendant la Révolution et l’Empire. Plon, Paris 1900, S. 127 (Digitalisat). Der Autor traf Korsakow nach der Zweiten Schlacht bei Zürich in Konstanz.
45. ↑  Manfried Rauchensteiner: Der Verbündete. Suworows Alpentraversierung und Österreich. In: Suworow in der Schweiz […]. [Akten eines Kolloquiums in Andermatt, 1999.] Thesis-Verlag, Zürich 2001, ISBN 3-908544-36-X, S. 58–72, hier S. 70. Bericht vom 2. Oktober 1799 (aus Vorderösterreich?).
46. ↑  Jürg Stüssi-Lauterburg, Elena M. Tarkhanowa et al. (Hrsg.): Mit Suworow in der Schweiz. Das Tagebuch des Hauptmanns Nikolaj A. Grjazew vom russischen Alpenfeldzug des Jahres 1799 […]. Merker im Effingerhof, Lenzburg 2013, ISBN 978-3-85648-146-9, S. 9, 142 f.
47. ↑  William Wickham [Enkel] (Hrsg.): The Correspondence of the Right Honourable William Wickham from the Year 1794. Band 2, Richard Bentley, London 1870, S. 258 f. (Digitalisat). Demgegenüber schreibt Hubert Foerster: Erfolg trotz Misserfolg. Der Aufstand und der Befreiungskrieg 1799 in der Schweiz. Ein Beitrag zu den antihelvetischen Bewegungen. Schriftenreihe der Eidgenössischen Militärbibliothek und des Historischen Dienstes 48. Bern 2012, ISBN 3-906969-47-9, S. 17/Anm. 55: «Im Gegensatz zu den französischen Forderungen lasteteten die Abgaben und Lieferungen für die Russen […] bei weitem nicht so schwer auf der Bevölkerung.»
48. ↑  Mémoires de F[erdinand] de Rovéréa, colonel d’un régiment de son nom, à la solde de Sa Majesté Britannique, écrits par lui-même et publiés par C[harles] de Tavel. 2. Band, Charles Stämpfli, Berne et al. 1848 (e-rara.ch).
49. ↑  Adolf Frey: Die helvetische Armee und ihr Generalstabschef J. G. v. Salis-Seewis im Jahre 1799. F. Schultheß, Zürich 1888, S. 4 (e-rara.ch). Die Liste der im Kampf fürs Vaterland Umgekommenen und Verwundeten bei Heinrich Zschokke: Geschichte vom Kampf und Untergang der schweizerischen Berg- und Waldkantone (…) Bern/Zürich 1801 (e-rara.ch) verzeichnet die in Wollerau, Schindellegi und Rothenthurm gefallenen oder verwundeten 431 Schweizer mit Namen. Die französischen Verluste hingegen gibt der mit dem Anführer der Aufständischen Alois von Reding befreundete Autor mit 2754 Toten wohl um eine Zehnerpotenz zu hoch an.
50. ↑  Adolf Frey: Die helvetische Armee und ihr Generalstabschef J. G. v. Salis-Seewis im Jahre 1799. F. Schultheß, Zürich 1888, S. 24 (e-rara.ch).
51. ↑  Carl von Clausewitz: Die Feldzüge von 1799 in Italien und der Schweiz. 1. Theil, Ferdinand Dümmler, Berlin 1834, S. 341 (Digitalisat).
52. ↑  Ernst Herdi: Das Gefecht bei Frauenfeld und die Schweizersoldaten […]. In: Thurgauer Jahrbuch (Frauenfeld). 25/1950. S. 3–16 (e-periodica.ch); Johann Jacob Leuthy: Geschichte des Cantons Zürich von 1794–1830 […]. 1. Band, Leuthy’s Verlagsbüreau, Zürich 1843, S. 248–260 (Digitalisat).
53. ↑  Am 15. Juni betrug der Effektivbestand der helvetischen Armee nur noch 5134 Mann. Jürg Stüssi-Lauterburg: Die Limmat. Eine militärhistorische Betrachtung […]. Schriftenreihe der Eidgenössischen Militärbibliothek und des Historischen Dienstes 46. Bern 2011, ISBN 3-906969-45-2, S. 11.
54. ↑  Rapport fait par le général Massena, commandant en chef l’armée du Danube, au Directoire exécutif de la République française, sur les opérations de cette armée, du 3 au 18 vendémiaire an 8. J. Gratiot, Paris 1799/1800, S. 8 (Digitalisat); Albert Maag, Markus Feldmann: Die 2. helvetische Halbbrigade im Kampf um den Linthübergang bei Näfels. (1. Oktober 1799.) […] In: Der Schweizer Soldat. 16. Februar 1928, S. 20–22 (e-periodica.ch); Fernando Bernoulli: Die helvetischen Halbbrigaden im Dienste Frankreichs 1798–1805. Diss. phil. I, Universität Bern. Huber & Co., Frauenfeld 1934, S. 74–77.
55. ↑  Noch ohne Wallis, Neuenburg, Genf und Jura.
56. ↑  Die Mediationsakte galt bis 1813.
57. ↑  2023 drohte Putin-Propagandist Wladimir Solowjow mit einer erneuten Invasion der Schweiz, «um zu sehen, wie es dem Soworow-Denkmal geht». Putin-Propagandist droht mit Invasion der Schweiz. In: 20 Minuten. 2. März 2023. (Digitalisat).
58. ↑  Andreas Fankhauser: Koalitionskriege. In: Historisches Lexikon der Schweiz.  2. Dezember 2008, abgerufen am 21. Juli 2025.